# Histoire du championnat d'échecs d'URSS
L’histoire des championnats d'échecs d'URSS s'étend de 1920 à 1991. Ceux-ci ont été les plus forts championnats nationaux d'échecs qui aient existé.
La phase finale du championnat d'URSS d'échecs, rebaptisée ligue supérieure ou division supérieure du championnat d'URSS à partir de 1973, s'est tenue, sous forme d'un tournoi toutes rondes, à l'exception des 35e et 58e éditions (1967 et 1991) qui étaient des systèmes suisses et de la 6e édition (1929, quatre quarts de finale avec 9 joueurs, deux demi-finales de 6 joueurs et une finale à 3 joueurs).
Les classements qui suivent donnent les joueurs qui ont marqué plus de la moitié des points lors des finales du championnat d'URSS d'échecs (sauf pour les systèmes suisses de 1967 et 1991 et pour le championnat en trois phases de 1929).

## 1920-1939: Alekhine, Bogolioubov et l'ascension de Botvinnik

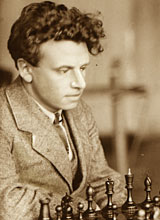
Iline-Genevski

La République soviétique (de Russie) fut créée par la constitution de juillet 1918. L'URSS, comprenant la Russie soviétique, fut fondée en décembre 1922.

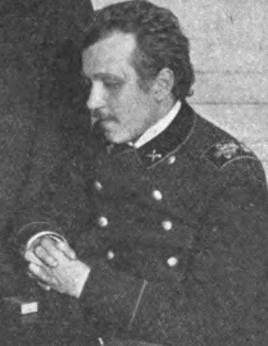
Sergueï Freïman en 1909

En 1920, Iline-Genevski, commissaire principal du gouvernement pour l'instruction militaire générale, obtint une résolution qui accordait au club d'échecs de Moscou un fonds pour organiser une olympiade pan-russe. Des invitations personnelles furent envoyées à trente anciens participants du Championnat de Russie, dont beaucoup étaient exilés où déplacés. En 1920, Akiba Rubinstein (vainqueur en 1907-1908, 1910 et 1912) et George Salwe (vainqueur en 1905-1906) étaient devenus polonais, Aaron Nimzowitsch (covainqueur avec Alekhine en 1914) s'installa à Berlin, puis au Danemark et Ossip Bernstein (2e en 1912) s'était installé à Paris. Bogolioubov, Alekseï Selezniov avaient passé les frontières et résidaient à l'ouest. Alekhine était bloqué en Russie et fut inquiété par la tchéka en 1919. Fedor Bohatyrchouk, ukrainien, ne voulut pas prendre le risque de se rendre à Moscou, tandis que Kiev pourrait changer de main en son absence pendant la guerre civile. D'autres champions ne purent se rendre à Moscou ou ne purent être joints : Boris Verlinski, Nenarokov, Sergueï Freïman, Fiodor Douz-Khotimirski...
Jusqu'en 1939, le championnat fut organisé an sur deux, comme avant 1914, le plus souvent entre août et novembre. 
| Ed. | Date                             | Ville     | Classement |
| --- | -------------------------------- | --------- | --- |
| 1 | 4 - 24 octobre 1920              | Moscou    | 1er : Alekhine (+9-0=6), 12 sur 15 ; 2e : Romanovski, 11 ; 3e : Levenfisch, 10 ; 4e : Ilia Rabinovitch, 9,5 ; 5e-7e : Grigoriev, A. Kubbel et A. Rabinovitch, 8,5 ; 8e : Blumenfeld, 8 / 15.                                                                             |
| Invaincu, Alekhine gagna avec un point d'avance sur Romanovski et deux points d'avance sur Levenfisch. Connu alors comme l'Olympiade de toutes les Russies, ce tournoi fut considéré rétrospectivement comme le premier championnat d'URSS et comme le premier championnat de la RSFSR. Les joueurs se plaignirent des faibles rations et menacèrent de se mettre en grève. En novembre 1920, Alexandre Alekhine fut inquiété par la Tchéka et interrogé à nouveau en février 1921. En mars 1921, il fut autorisé à aller à Riga (en Lettonie), d'où il partit à Berlin, au début juin. En 1921, Alekhine remporta les tournois de Triberg (juillet), Budapest (septembre) et La Haye (octobre) sans perdre une partie avant d'arriver à Paris en janvier 1922. |                                  |           | |
| 2 | 8 - 24 juillet 1923              | Petrograd | 1er : Romanovski (+9-1=2), 10 sur 12 ; 2e : Levenfisch, 9 ; 3e-5e : Bogatyrchouk, Douz-Khotimirski et Nenarokov, 7,5/12. |
| Après le tournoi de 1920, le départ de Iline-Genevski comme consul en Lettonie, entraina la suppression de la subvention attribuée au club de Moscou pour l'organisation du championnat. En juillet 1923, la société (ou union) d'échecs de toutes les Russies organisa un tournoi pan-russe avec seulement 13 participants, qui fut plus tard considéré comme le deuxième championnat d'URSS et comme le deuxième championnat de la RSFSR. Romanovski obtint le titre de champion de la RSFSR en gagnant avec un point d'avance sur Levenfisch et 2,5 points sur l'ukrainien Bogatyrchouk et sur Fiodor Douz-Khotimirski qui avait battu Lasker et Rubinstein à Saint-Pétersbourg en 1909. Alekhine et Bogolioubov, qui s'étaient installés à l'étranger, étaient absents et publièrent des commentaires des parties dans la presse soviétique. |                                  |           | |
| 3 | 23 août - 15 septembre 1924      | Moscou    | 1er : Bogolioubov (+13-0=4), 15 sur 17 ; 2e : Romanovski, 12,5 ; 3e-4e : Bogatyrchouk et Levenfisch, 11,5 ; 5e : Ilia Rabinovitch, 10 ; 6e-8e : Vilner, Nenarokov et Selezniov, 9,5 ; 9e : Sozine, 9 / 17.                                                               |
| En 1924, le procureur général Nikolaï Krylenko, qui dirigeait l'organisation des échecs soviétiques, obtint le retour de deux émigrés : Bogolioubov et Selezniov. La section des échecs, une unité du haut conseil de la culture physique et nouvelle organisation des échecs en URSS, orientée politiquement et dirigée par Krylenko, organisa son premier championnat, un tournoi pan-russe. Invaincu, Bogolioubov gagna avec 2,5 points d'avance sur Romanovski et 3,5 points sur Bogatyrchouk et Levenfisch. Il gagna grâce à son expérience des tournois en Europe. À l'automne 1924, Bogolioubov écrasa le précédent vainqueur Romanovski dans un match (+5 -1 =6). |                                  |           | |
| 4 | 11 août - 6 septembre 1925       | Leningrad | 1er : Bogoljubov (+11-2=6), 14 sur 19 ; 2e : Levenfisch, 13 ; 3e : Ilia Rabinovitch, 12½ ; 4e : Verlinski, 12 ; 5e : Douz-Khotimirski, 11½ ; 6e-8e : Gotguilf, Iline-Genevski et Romanovski, 11 ; 9e-10e : A. Rabinovitch et Sergueïev, 10 / 19.                         |
| Bogolioubov remporta son second titre avec un point d'avance sur Levenfisch suivi de Ilia Rabinovitch. Levenfisch avait battu Bogolioubov en remportant un prix de beauté. Le troisième, Ilia Rabinovitch, avait été envoyé par le Commintern, en avril 1925, au tournoi de Baden-Baden, remporté par Alekhine. En décembre 1925, Bogolioubov remporta le premier tournoi international de Moscou avec 1,5 point d'avance sur Lasker, 2 points d'avance sur Capablanca. Pas de championnat en 1926. Cette année-là Bogolioubov fut autorisé à visiter Triberg et resta hors de l'URSS pour des raisons financières — il était endetté — et parce qu'il ne pouvait plus jouer où il le désirait. |                                  |           | |
| 5 | 26 septembre - 25 octobre 1927   | Moscou    | 1er-2e : Bogatyrtchouk (+10-1=9) et Romanovski (+12-3=5), 14,5 sur 20 ; 3e-4e : Douz-Khotimirski et Model, 13 ; 5e-6e : Botvinnik et V. Makogonov, 12,5 ; 7e : Nenarokov, 11 ; 8e : Grigoriev, 10,5 / 20.                                                                |
| Une ronde avant la fin, Romanovski avait un point d'avance sur Bogatyrchouk et Romanovski perdit contre Grigoriev, ce qui permit à Bogatyrchouk de le rattraper. Ils devancèrent de 1,5 point Fiodor Douz-Khotimirski et Abram Model. Le match de départage ne put avoir lieu et le titre fut partagé. Ce fut le dernier tournoi où les 21 joueurs participaient sur invitation (sans tournois de sélection). Première participation de Mikhaïl Botvinnik (5e à 16 ans et 1 mois). Le nom de Fedor Bogatyrtchouk fut rayé des tables dans les ouvrages soviétiques, après sa défection, pendant la guerre, en 1943 — comme l'avait été celui de Bogolioubov après 1926. |                                  |           | |
| 6 | 2-20 septembre 1929              | Odessa    | 1er : Verlinski (+11-2=4), 13 sur 17 (3,5 sur 4 en finale) ; 2e : Freïman, (+12-4=1), 12,5 / 17 (+2-2=0 en finale) ; 3e : Kan, (+7-3=7), 10,5/17 (0,5/4 en finale) ; 4e : Izmaïlov ; 5e-6e : Rauzer et Botvinnik (éliminés en demi-finale, troisièmes de leurs groupes). |
| Ce tournoi consistait en trois épreuves : 4 groupes de 9 joueurs, puis deux demi-finales de 6 joueurs et une finale à deux tours entre Verlinski, Freïman et Kan (âgé de vingt ans). Le quatrième finaliste Izmailov ne put participer à la finale. Les joueurs disputèrent jusqu'à trois parties dans la même journée. Lors du quart de finale remporté par Kan, Verlinski finit 2e-3e (+4 -1 =3), ex æquo avec V. Makogonov ; puis il remporta sa demi-finale, ex æquo avec Freïman (4/5 chacun, +4-1=0) et devant Rauzer. Pour sa victoire, il reçut le titre de grand-maître soviétique, créé en 1927. Né en 1888, il avait battu Capablanca et Rubinstein au tournoi de Moscou en 1925. Botvinnik (+8-2=3) avait remporté son quart de finale (+6 -0 =2, devant Freïman et Rauzer), mais il termina seulement troisième (+2-2=1) de sa demi-finale remportée par Kan et Izmailov (+2 =3 chacun) contre lesquels il perdit. Les trois autres quarts de finale avaient été remportés par Rokhlin ex æquo avec Silic, Kan (+5 =3, devant Verlinski) et Grigoriev ex æquo avec V. Makogonov. Le procureur général Nikolaï Krylenko, responsable des échecs soviétiques depuis 1924, se plaignit dans la presse de l'absence et de l'attitude des deux précédents vainqueurs, Bogatyrchouk et Romanovski, qui avaient demandé que les tournois soient dotés de prix. |                                  |           | |
| 7 | 10 octobre - 11 novembre 1931    | Moscou    | 1er : Botvinnik (+12-2=3), 13,5 sur 17 ; 2e : Rioumine, 11,5 ; 3e-6e : Alatortsev, Bogatyrchouk, Verlinski et Ioudovitch, 10 ; 7e : Kan, 9,5 ; 8e-9e : Mazel et Rauzer, 9 / 17.                                                                                          |
| Botvinnik gagna, à 20 ans et trois mois, avec 2 points d'avance sur Nikolaï Rioumine (23 ans). Rioumine, qui mourut en 1942, menait avant la 15e ronde lorsqu'il perdit la rencontre qui l'opposait à Botvinnik. Cette finale avait 18 participants. Tous les joueurs durent disputer une demi-finale. Botvinnik avait terminé deuxième de sa demi-finale, derrière Kasparian (le compositeur d'études et de finale). Rioumine fut ajouté à la liste des finalistes, à la dernière minute tandis que les noms des vétérans Romanovski et Solomon Gotguilf furent supprimés à la veille de la finale. Gotguilf fut rayé de la liste pour avoir exprimé le souhait d'habiter dans un appartement séparé des autres participants et Romanovski avait protesté contre l'addition de joueurs supplémentaires qui ne s'étaient pas qualifiés lors des demi-finales. |                                  |           | |
| 8 | 16 août - 9 septembre 1933       | Leningrad | 1er : Botvinnik (+11-2=6), 14 sur 19 ; 2e : Alatortsev, 13 ; 3e-5e : Levenfisch, Lissitsine et I. Rabinovitch, 12 ; 6e : Rauzer, 11,5 ; 7e : Tchekhover, 11 ; 8e : Bogatyrchouk, 10,5 ; 9e : Kan, 10 / 19.                                                               |
| Botvinnik gagna avec un point d'avance sur Alatortsev et 2 points sur Levenfisch, Lissitsine et Ilia Rabinovitch. Le nombre de participants avait été porté à 20. En novembre-décembre 1933, Botvinnik annula un match contre Salo Flohr, disputé à Moscou et Leningrad, après avoir été mené 3-5. En août 1934, il remporta le tournoi de Leningrad devant Romanovski, Rioumine, Ilia Rabinovitch, Kan et Euwe (6e). |                                  |           | |
| 9 | 7 décembre 1934 - 2 janvier 1935 | Leningrad | 1er-2e : Levenfisch (+8-3=8) et Ilia Rabinovitch (+9-4=6), 12 sur 19 ; 3e-4e : Bogatyrchouk et Rioumine, 11,5 ; 5e-8e : Alatortsev, Lissitsine, Ragozine et Tchekhover, 10,5 ; 9e-12e : Belavenets, Kan, V. Makogonov et Ioudovitch, 10 / 19.                            |
| La finale fut très disputée : Moins d'une partie sur trois (63 sur 190, 33,2 % des parties) furent annulées. En l'absence de Botvinnik (né en 1911), les joueurs de la précédente génération dominèrent le tournoi : Levenfish (né en 1889), I. Rabinovitch (né en 1891) et Bogatyrtchouk (né en 1892) devant Nikolaï Rioumine (né en 1908). Pendant le championnat, Botvinnik fut le premier joueur soviétique autorisé, depuis Bogolioubov, à participer à un tournoi à l'étranger : il termina 4e-5e du tournoi de Noël à Hastings, derrière Euwe, Flohr, Thomas et Capablanca. Après l'arrivée des nazis au pouvoir en Allemagne, l'ancien champion du monde Emanuel Lasker accepta l'invitation du ministre des sports Krylenko pour vivre à Moscou et travailler à l'institut de mathématiques et il prit la nationalité soviétique. En février-mars 1935, Botvinnik et Flohr remportèrent le deuxième tournoi international de Moscou devant Capablanca et Lasker. |                                  |           | |
| En mai-juin 1936, Capablanca remporta le troisième tournoi international de Moscou avec un point d'avance sur Botvinnik et 3,5 points d'avance sur Flohr suivis de Lilienthal, Ragozine et Lasker. En 1936, Botvinnik et Capablanca remportèrent le très fort tournoi de Nottingham, comprenant les huit meilleurs joueurs du monde, devant Reshevsky, Fine, Euwe, Alekhine, Lasker, Flohr, Vidmar, Bogolioubov et Tartakover. Ce fut le dernier tournoi de Lasker. En 1937, commencèrent les purges de Staline ; Krylenko fut arrêté et exécuté l'année suivante. Lasker se rendit à New-York où il s'installa. |                                  |           | |
| 10 | 12 avril - 14 mai 1937           | Tbilissi  | 1er : Levenfisch (+9-3=7), 12,5 sur 19 ; 2e-3e : Konstantinopolski et Ragozine, 12 ; 4e : V. Makogonov, 11,5 ; 5e-7e : Belavenets, Goglidzé et Lissitsine, 11 ; 8e : Rauzer, 10,5 ; 9e : Ioudovitch, 10 / 19.                                                            |
| Première participation de Igor Bondarevski (10e-12e) et Lilienthal (14e). Botvinnik fut incapable de battre Levenfisch (48 ans) lors du match défi d'octobre-novembre 1937 (+5-5=3) et Levenfisch conserva son titre de champion d'URSS, mais seul Botvinnik fut envoyé au tournoi AVRO de 1938, ce qui mit fin aux espoirs de carrière internationale de Levenfisch. En 1938, Botvinnik remporta la demi-finale du XIe championnat d'URSS à Leningrad qui fut un entraînement pour le tournoi A.V.R.O. disputé pendant l'automne 1938, où il ne finit que 3e-4e derrière Reuben Fine et Paul Keres. |                                  |           | |
| 11 | 15 avril - 16 mai 1939           | Leningrad | 1er : Botvinnik (+8-0=9), 12,5 sur 17 ; 2e : Kotov, 11,5 ; 3e : Belavenets, 11 ; 4e-5e : V. Makogonov et Tchekhover, 10,5 ; 6e : Bondarevski, 10 ; 7e : Lissitsine, 9 / 17.                                                                                              |
| Après six ans d'absence, Botvinnik avait gagné sa demi-finale en 1938 avec 2,5 points d'avance sur Piotr Romanovski et Bondarevski. La seconde demi-finale fut remportée, à Kiev, par Vassili Panov avec 2 points d'avance sur Bogatyrchouk et Kotov Botvinnik termina invaincu dans la finale avec un point d'avance sur Kotov. Lors de la dernière ronde, Botvinnik battit, avec les Noirs, Kotov, dont c'était la première participation, à 26 ans. Première participation également de Tolouch, né en 1910. Kotov fut le troisième joueur, après Verlinski et Botvinnik à recevoir le titre de grand maître soviétique. Romanovski, malade, se retira trois rondes avant la fin. |                                  |           | |

## La domination de Botvinnik contestée (1940-1955)
En 1940, l'union soviétique s'agrandit avec l'annexion des pays baltes et d'une partie de la Pologne. À partir de 1948-1949, le championnat devint annuel et eut lieu à l'automne-hiver (entre octobre et mars). Tous les 3 ans, à partir de 1951, il fit office de tournoi zonal, qualificatif pour le tournoi interzonal du championnat du monde.
Botvinnik et Keres (estonien) remportèrent le titre trois fois de 1940 à 1955, dernière année où Botvinnik disputa le championnat d'URSS.
D'après le site Chessmetrics.com, les championnats d'URSS de 1952 et de 1955 font partie des cinq plus forts tournois de 1940 à 1980 avec à chaque fois six des dix plus forts joueurs au monde du moment, dont le champion du monde. En 1952 : Smyslov, Keres, Bronstein, Botvinnik, Geller et Boleslavski (Kotov était absent). En 1955 : Smyslov, Botvinnik, Keres, Petrossian, Taimanov et Geller (Bronstein était absent). Le championnat de 1951 compta cinq des dix meilleurs joueurs du monde : Botvinnik, Bronstein, Smyslov, Kotov et Keres (Boleslavski était absent).
Presque toutes les finales (neuf sur onze) furent disputées à Moscou.
| Ed. | Date                           | Ville             | Vainqueur(s) | Score | |
| --- | ------------------------------ | ----------------- | --- | --- | --- |
| 12 | 5 septembre - 3 octobre 1940   | Moscou            | Lilienthal (+8-0=11) Bondarevski (+10-2=7) | 13,5/19 | 3e : Smyslov, 13 ; 4e : Keres, 12 ; 5e-6e : Boleslavski et Botvinnik, 11,5 ; 7e-9e : Veressov, Doubinine et V. Makogonov, 10,5 / 19. |
| À la suite de l'annexion des pays baltes et d'une partie de la Pologne, Paul Keres (Estonie, né en 1916), Vladas Mikėnas (Lituanie), Vladimirs Petrovs (Lettonie), Gerstenfeld (Pologne) participaient pour la première fois. Première participation également de Vassily Smyslov (né en mars 1921) et Issaak Boleslavski (né en 1919). Lilienthal, né en Hongrie, avait été naturalisé soviétique en 1939, à la suite de l'avancée des nazis en Europe de l'Ouest. Il avait déjà participé au championnat d'URSS en 1937. Bondarevski battit Mikhaïl Botvinnik lors de la première ronde et mena le tournoi jusqu'à la dernière ronde où il perdit contre Lilienthal, qui termina invaincu et avait, lui aussi, battu Botvinnik. Botvinnik, 5e-6e (+8-4=7), se plaignit d'avoir été dérangé par le bruit des spectateurs et par les fumeurs du tournoi. |                                |                   | | | |
| En mars-avril 1941, un tournoi de départage entre les 6 premiers joueurs du XIIe championnat (Lilienthal, Bondarevski, Smyslov, Keres, Boleslavski et Botvinnik) fut organisé pour désigner un challenger soviétique à Alekhine. |                                |                   | | | |
| | 23 mars - 29 avril 1941        | Leningrad /Moscou | Botvinnik (+9-2=9) | 13,5/20 | 2e : Keres, 11 ; 3e : Smyslov, 10 ; 4e : Boleslavski, 9 ; 5e: Lilienthal, 8,5 ; 6e : Bondarevski, 8 / 20. |
| Botvinnik remporta ce tournoi, disputé à 4 tours (chaque joueur rencontrait les autres adversaires quatre fois), avec 2,5 points d'avance sur Keres et 3,5 sur Smyslov. Botvinnik reçut le titre de champion absolu d'URSS. Botvinnik gagna le premier tour (cinq premières rondes) : 4 points sur 5 (+4 -1, défaite contre Bondarevski) ; lors du deuxième tour (rondes 6 à 10), Botvinnik, Keres et Smyslov marquèrent 3 points sur 5 ; lors du troisième tour (rondes 11 à 15), Lilienthal marqua 3,5 points sur 5 (+2 =3), dont une victoire sur Botvinnik. Le dernier tour (rondes 16 à 20) fut remporté par Botvinnik avec 3,5 points sur 5 (il prit sa revanche sur Lilienthal) (+2 =3) Deux mois plus tard, Hitler envahissait l'Union soviétique. Botvinnik fut exempté du service militaire et termina premier (+12-1=3, 13,5/16) du championnat de Moscou (hors-concours), en décembre 1943, avec 2 points d'avance sur Smyslov qui lui infligea sa seule défaite, un tournoi auquel participaient également Alatortsev, Youri Averbakh, Vladas Mikenas, Simaguine, Tolouch, Ragozine et Kotov. |                                |                   | | | |
| 13 | 21 mai - 17 juin 1944          | Moscou            | Botvinnik (+11-2=3) | 12,5/16 | 2e : Smyslov, 10,5 ; 3e : Boleslavski, 10 ; 4e : Flohr, 9,5 ; 5e-6e : V. Makogonov et Mikenas, 9 ; 7e : Tolouch, 8,5 / 16. |
| Alors que la guerre n'était pas terminée, trois demi-finales eurent lieu en février et mars 1944. Seuls Smyslov et Botvinnik furent exempts des sélections. Les trois demi-finales furent remportées par Kotov (à Moscou), Lilienthal (à Bakou) et par Sokholski ex æquo avec Khavine (à Omsk). Keres (Estonie), qui avait participé à des tournois à Munich, Salzbourg, Madrid et Prague (en 1942 et 1943) dans l'Europe occupée par les Allemands, était absent : de retour en 1944, il disputa des tournois en Estonie et Lettonie. Botvinnik gagna avec 2 points d'avance sur Smyslov suivi de Boleslavski et Salo Flohr (naturalisé soviétique en 1942). Derrière Botvinnik, cette finale, fut très disputée : tous les joueurs, y compris Botvinnik, perdirent au moins deux parties et seulement 41 des 136 parties furent annulées (30,1 %). Première participation de David Bronstein (15e, né en 1924), qui battit Botvinnik dans leur rencontre individuelle. Aleksandr Tolouch, encore militaire, n'annula qu'une seule partie (+8-7=1) et mata Botvinnik en f7. Bondarevski était absent et Kotov, qui avait remporté sa demi-finale à Moscou, termina 11e-14e. |                                |                   | | | |
| 14 | 1er juin - 3 juillet 1945      | Moscou            | Botvinnik (+13-0=4) | 15/17 | 2e : Boleslavski, 12 ; 3e : Bronstein, 10 ; 4e-6e : Bondarevski, Konstantinopolski et Kotov, 9,5 ; 7e-9e : Ragozine, Lilienthal et Roudakovski, 9 / 17. |
| Invaincu, Botvinnik gagna avec 3 points d'avance sur Boleslavski et 5 sur Bronstein (deuxième participation), futurs prétendants pour le championnat du monde de 1951 et tous deux originaires de Kiev. Lilienthal et Smyslov (10e-11e) avaient été exempts des demi-finales. Flohr, également exempt, se retira après trois rondes à cause d'une maladie. Keres avait été exclu par une ordonnance du fait de ses activités pendant la guerre. Tous les joueurs, autres que Botvinnik, perdirent au moins deux parties et seulement 51 des 153 parties furent annulées (un tiers). Les trois demi-finales avaient été remportées par Bronstein (à Moscou), par Boleslavski (à Leningrad) et par Konstantinopolsi ex æquo avec Kotov et Roudakovski (à Bakou). |                                |                   | | | |
| Pas de championnat en 1946, année de la mort de Alexandre Alekhine ; cinq joueurs soviétiques (Botvinnik, Smyslov, Boleslavski, Flohr et Kotov) participèrent au tournoi de Groningue, remporté par Botvinnik devant Euwe et Smyslov, aux matchs Moscou-Prague et URSS-Royaume uni (match radio) ainsi qu'au match URSS-États-Unis, en septembre, à Moscou. |                                |                   | | | |
| 15 | 2 février - 8 mars 1947        | Leningrad         | Keres (+10-1=8) | 14/19 | 2e : Boleslavski, 13 / 19 (+7 =12) ; 3e-4e : Bondarevski et Smyslov, 12 ; 5e : Tolouch, 11,5 ; 6e : Bronstein, 11 ; 7e-8e : Lilienthal et Flohr, 10,5 ; 9e : Ragozine, 10 / 19.                                                                               |
| Keres remporta le championnat avec un point d'avance sur Boleslavski (invaincu). Il battit notamment Smyslov et Tolouch. Botvinnik était absent pour marquer son mécontentement de voir le match-tournoi du championnat du monde, initialement prévu en 1947 mais reporté à cause du refus des autorités soviétiques de donner leur accord à la Fédération internationale. Il fut remplacé par Goldenov. Les trois demi-finales avaient été remportées en octobre-novembre 1946 par Bronstein (à Leningrad), par Alatortsev (à Moscou) et par Oufimtsev (à Tbilissi). Boleslavski (2e en 1945 et 1947), Bondarevski et Lilienthal (vainqueurs en 1940), Flohr (4e en 1944) et Ragozine (2e-3e en 1937) furent sélectionnés avec Kotov (absent, 2e en 1939 et qui avait battu Botvinnik et Euwe au tournoi de Groningue en 1946) pour participer au premier tournoi interzonal de 1948. Tolouch et Brontein (5e et 6e) ne furent pas sélectionnés initialement, mais Bronstein, 3e en 1945, fut rajouté par la suite à la liste envoyée à la FIDE. |                                |                   | | | |
| Pas de championnat l'automne-hiver 1947-1948. Trois demi-finales eurent lieu en octobre-novembre 1947. Elles furent remportées par Lev Aronine (à Leningrad), par Youri Averbakh (à Moscou) et par Semion Fourman (à Sverdlovsk). En novembre-décembre 1947, Botvinnik remporta le mémorial Tchigorine devant Ragozine, Boleslavski, Smyslov, Kotov et Keres. En avril-mai 1948, il remporta le championnat du monde d'échecs 1948 avec 3 points d'avance sur Smyslov et Kéres. Pendant l'été, Bronstein remporta, en restant invaincu, le premier tournoi interzonal de Saltsjöbaden (au sud-ouest de Stockholm), en juillet-août 1948. |                                |                   | | | |
| 16 | 10 novembre - 13 décembre 1948 | Moscou            | Bronstein (+7-1=10) Kotov (+10-4=4) | 12/18 | 3e : Fourman, 11 ; 4e : Flohr, 10,5 ; 5e : Tolouch, 10 ; 6e-9e : Bondarevski, Keres, Konstantinopolski et Lissitsine, 9,5 / 18. |
| Kotov et Bronstein devançaient d'un point Semion Fourman (né en 1920, première participation) et Flohr. Kotov commença par une série de cinq victoires, puis perdit contre Tolouch. Il fut rattrapé par Bronstein (qui avait perdu contre Keres) lors de la 17e ronde. Première participation de Mark Taimanov (né en 1926, dernier), de Ratmir Kholmov (12e), de Gueorgui Ilivitski (10e-11e) et de Youri Averbakh (13e-15e). Boleslavski était absent. Après le championnat du monde, Smyslov et Botvinnik ne participèrent pas à la finale du championnat d'URSS : Botvinnik préparait son doctorat en ingénierie, en trois ans. Les trois demi-finales avaient été remportées par Averbakh, Fourman et Aronine. |                                |                   | | | |
| 17 | 16 octobre - 20 novembre 1949  | Moscou            | Smyslov (+9-2=8) Bronstein (+8-1=10) | 13/19 | 3e-4e : Geller et Taïmanov, 12,5 ; 5e-7e : Boleslavski, Kotov et Fourman, 11,5 ; 8e : Keres, 11 ; 9e-10e : Aronine et Kholmov, 10 / 19. |
| Une ronde avant la fin, Efim Geller (né en 1924), dont c'était la première participation, avait un ½ point d'avance sur Smyslov et Bronstein, mais il perdit contre Ratmir Kholmov lors de la dernière ronde tandis que Bronstein marquait 7 points dans les 8 dernières rondes alors qu'il avait commencé le tournoi avec seulement six points sur onze. À ce championnat, participaient 10 anciens ou futurs vainqueurs : Bronstein, Smyslov, Geller, Taimanov, Kotov, Keres, Kholmov, Lilienthal, Levenfisch (dernière participation à 60 ans) et Tigran Petrossian (16e, première participation à 18 ans), plus Boleslavski, Mikenas, Fourman et Flohr. Seuls Averbakh, Botvinnik et Bondarevski manquaient. Parmi les 10 premiers joueurs, seuls Keres (né en 1916) et Kotov (né en 1913) avaient plus de 30 ans. Les quatre demi-finales avaient été remportées par Aronine (à Moscou), par Geller (à Tbilissi), par Mikenas, Fourman et Sokolski ex æquo à Vilnius, et par Bondarevski ex æquo avec Taïmanov (à Leningrad). En avril-mai 1950, Bronstein remporta, ex æquo avec Boleslavski (invaincu), avec deux points d'avance sur Smyslov et Keres, le tournoi des candidats de Budapest où sept des dix participants étaient soviétiques. En l'absence de Fine et Reshevsky, le premier non-soviétique, Najdorf, ne fut que cinquième. En juin-juillet 1950, Bronstein battit Boleslavski en match de départage, pour affronter Botvinnik en 1951. En 1950, la Fédération Internationale des Échecs créa le titre de grand maître international. Onze des vingt-sept premiers grands maîtres étaient soviétiques et neuf des grands maîtres non-soviétiques étaient peu actifs. Selon Andrew Soltis, douze des quinze meilleurs joueurs du monde, de 1950 à 1955, vivaient en Union soviétique.                         |                                |                   | | | |
| 18 | 10 novembre - 12 décembre 1950 | Moscou            | Keres (+8-2=7) | 11,5/17 | 2e-4e Aronine, Lipnitski et Tolouch, 11 ; 5e-6e : Konstantinopolski et Smyslov, 10 ; 7e-10e : Alatortsev, Boleslavski, Geller et Flohr, 9 / 17. |
| Cette finale fut très disputée. Tous les joueurs perdirent au moins deux parties et seulement 57 des 153 parties (moins de 38 %) furent annulées. Lev Aronine (qui avait remporté sa demi-finale) commença le tournoi avec 6 points sur 7. Avant la dernière ronde, il menait avec ½ point d'avance sur Paul Keres et Isaak Lipnitski. Le tournoi avait été précédé de sept quarts de finale et cinq demi-finales remportées par Flohr (à Tartu), par Aronine (à Gorki), par Lipnitski ex æquo avec Sokolski (à Kiev), par Alatortsev ex æquo avec Tolouch (à Leningrad) et par Averbakh ex æquo avec Borissenko (à Toula) ; tandis que seuls Keres, Boleslavski et Smyslov étaient exempts. Mikenas, Bondarevski et Petrossian participaient également à la finale. Taïmanov, Fourman, Nejmetdinov, Levenfish, Ragozine, Kan, Kholmov, Simaguine, Lilienthal et Kortchnoï avaient été éliminés en demi-finale. Le tournoi fêtait le centième anniversaire de la naissance de Tchigorine. Bronstein était absent car il préparait son match de championnat du monde contre Botvinnik (mars-mai 1951). |                                |                   | | | |
| 19 | 11 novembre - 14 décembre 1951 | Moscou            | Keres (+9-2=6) | 12/17 | 2e-3e : Geller et Petrossian, 11,5 ; 4e : Smyslov, 11 ; 5e : Botvinnik, 10 ; 6e-8e : Averbakh, Bronstein et Taïmanov, 9,5 ; 9e-10e : Aronine et Flohr, 9 / 17.                                                                                                |
| Tournoi zonal qualificatif pour le championnat du monde. Geller, Petrossian, Averbakh et Taimanov se qualifièrent pour l'interzonal de Saltsjöbaden et Stockholm. Aronine fut remplacé à l'interzonal par A. Kotov (12e-13e), pourtant moins bien classé, plus âgé (39 ans), mais qui avait participé au précédent interzonal et remporta celui de 1952. Cette finale fut très disputée. Tous les joueurs perdirent au moins deux parties et seulement 54 des 153 parties furent annulées (moins de 36 %). Geller, ex æquo avec Keres, une ronde avant la fin, rencontra lors de la dernière ronde Bronstein et joua la même ouverture qui avait permis à Keres de l'emporter auparavant sur Bronstein, mais celui-ci avait prévu une amélioration et battit Geller. Seuls Botvinnik, Keres, Bronstein et Kotov avaient été exempts des demi-finales. Boleslavski, qui s'était qualifié en demi-finale à Sverlovsk, était malade et fut remplacé par Bondarevski (5e de la demi-finale de Leningrad). Smyslov, vainqueur de sa demi-finale à Leningrad avec deux points d'avance, finit 4e, un point devant Botvinnik (+6-3=8), absent depuis 1945, qui faisait son retour et devança Bronstein. Tous les champions d'URSS de 1939 à 1956 étaient présents à l'exception de Andor Lilienthal, éliminé en demi-finale, à Bakou, et devenu entraîneur de Petrossian, vainqueur de sa demi-finale à Sverdlovsk, présent ainsi que Flohr. Les deux autres demi-finales avaient été remportées par Novotelnov (à Bakou) et Sakharov (à Lviv). Levenfish, champion d'URSS en 1935 et 1937 avait été éliminé en demi-finale à Bakou. Kortchnoï, Souétine et Tolouch avaient été éliminés en demi-finale à Leningrad. |                                |                   | | | |
| Après une décevante 5e place lors du championnat, Botvinnik apparut en méforme au tournoi de Budapest (3e-5e 1,5 point derrière Keres et à un point de Geller), en 1952, et il ne fut pas sélectionné dans l'équipe soviétique qui remporta l'olympiade d'échecs de 1952 à Helsinki (en août 1952) et qui comprenait Keres, Smyslov, Bronstein, Geller, Kotov et Boleslavski. Lors du tournoi interzonal disputé en septembre-octobre 1952, les cinq participants soviétiques prirent les cinq premières places (1er : Kotov ; 2e-3e : Taimanov et Petrossian ; 4e : Geller ; 5e au départage : Averbakh devant Miguel Najdorf). Les participants de l'olympiade, ainsi que Botvinnik, furent exempts des demi-finales (disputées en mai-juin) du championnat d'URSS 1952. |                                |                   | | | |
| 20 | 29 novembre - 29 décembre 1952 | Moscou            | Botvinnik (+9-1=9) Taïmanov (+11-3=5) | 13,5/19 | 1er : Botvinnik, vainqueur du match de départage (+2 =3 -1) ; 3e : Geller, 12 ; 4e-5e : Boleslavski et Tolouch, 11,5 ; 6e : Kortchnoï, 11 ; 7e-9e : Bronstein, Moïsseïev et Smyslov, 10,5 / 19.                                                               |
| En gagnant ses trois dernières parties, Botvinnik rattrapa Mark Taimanov, qui menait et lui avait infligé sa seule défaite. Lors de la dernière ronde Taïmanov, qui avait un point d'avance sur Botvinnik, perdit contre Geller tandis que Botvinnik battait Souétine dans la finale. En mars 1953, le champion du monde battit Taimanov dans un match de départage : 3,5 à 2,5. Botvinnik et Taimanov devançaient les suivants avec un écart de 1,5 point. Le précédent vainqueur Keres, 10e-11e avec Souétine, 9,5/19, perdit contre Botvinnik. Les joueurs n'avaient pas le droit de faire nulle en moins de 30 coups sans demander l'accord de l'arbitre et il y eut 80 nulles sur 190 parties (environ 42 %). La finale avait été précédée de huit quarts de finale et de quatre demi-finales remportées par Lipnitski (à Minsk), par Kan (à Riga), par Simaguine (à Sotchi) et par Brichev ex æquo avec Moïsseïev (à Leningrad). Petrossian, Kotov, Averbakh (éliminé en demi-finale à Minsk), qui avaient disputé l'interzonal (remporté par Kotov) en septembre-octobre 1952, étaient absents ainsi que Bondarevski (éliminé en demi-finale à Leningrad), Lilienthal (éliminé en demi-finale à Sotchi) et Flohr (éliminé en demi-finale à Minsk). Première participation de Kortchnoï (né en 1931). En janvier-février 1953, Tolouch remporta le tournoi de Bucarest (+10 -1 =8) avec un point d'avance sur les quatre autres participants soviétiques : Petrossian (2e, +5 =13), Smyslov (3e), Spassky et Boleslavski (3e-5e ex æquo avec L. Szabo). |                                |                   | | | |
| Trois mois après la finale de décembre 1952, Staline décéda. La finale du championnat d'URSS de 1953 fut retardée à janvier 1954. D'août à octobre 1953, les meilleurs joueurs soviétiques (Smyslov, Bronstein, Petrossian, Geller, Taïmanov, Averbakh, Keres, Kotov et Boleslavski) furent mobilisés pendant trois mois pour le tournoi des candidats de Zurich 1953. Pour rendre le tournoi des candidats plus international, la fédération internationale avait ajouté aux dix joueurs qualifiés (les neuf soviétiques et Miguel Najdorf) cinq joueurs non soviétiques : Reshevsky, qui finit 2e-4e, ainsi que Stahlberg, Szabo, Gligoric et Euwe qui finirent aux quatre dernières places. Les participants soviétiques occupèrent neuf des onze premières places (le tournoi avait quinze participants). Seulement quatre d'entre eux participèrent au championnat d'URSS (Petrossian, Geller, Taïmanov et Averbakh). Ils avaient été exempts des demi-finales du championnat d'URSS 1953-1954. La finale championnat d'URSS 1953/54 fut précédée de neuf quarts de finale et de quatre demi-finales qui eurent lieu en juin 1953. Les demi-finales furent remportées par Ragozine (à Moscou), par Kholmov (à Vilnius), par Ilivitski (à Leningrad) et par Livchine ex æquo avec Fourman (à Rostov sur le Don). |                                |                   | | | |
| 21 | 7 janvier - 7 février 1954     | Kiev              | Averbakh (+10-0=9) | 14,5/19 | 2e-3e : Kortchnoï et Taïmanov, 13 ; 4e-5e : Lissitsine et Petrossian, 12,5 ; 6e : Kholmov, 10,5 ; 7e-9e : Nejmetdinov, Souétine et Fourman, 10 / 19. |
| Averbakh, invaincu, gagna avec 1,5 point d'avance sur Kortchnoï et Taïmanov (invaincu) suivis de Petrossian (invaincu). Il marqua plus de 76 % des points. Après 5 finales consécutives disputées à Moscou, le tournoi fut organisé à Kiev pour célébrer le 300e anniversaire de l'union entre la Russie et l'Ukraine. Dernière participation de Lilienthal (14e-16e). Geller finit 10e-11e. De nombreux forts joueurs étaient absents : Botvinnik et Smyslov qui préparaient leur match de championnat du monde tandis que Bronstein et Tolouch jouaient à Hastings. Keres, Boleslavski et Kotov étaient également absents. Averbakh fut intégré au quatrième échiquier de l'équipe de 8 joueurs (sans Botvinnik) qui battit les États-Unis à New-York, en juin 1954. En septembre 1954, après avoir conservé son titre de champion du monde contre Smyslov, Botvinnik fut sélectionné au premier échiquier de l'équipe soviétique qui remporta l'olympiade d'échecs de 1954 à Amsterdam. Boleslavski fut écarté de l'équipe. |                                |                   | | | |
| 22 | 11 février - 15 mars 1955      | Moscou            | 1er-2e : Geller (+10-5=4), vainqueur du départage (+1 =6), et Smyslov (+7-2=10), 12 sur 19 ; 3e-6e : Botvinnik, Ilivitski, Petrossian et Spassky, 11,5 sur 19 ; 7e-8e : Keres et Taïmanov, 11 ; 9e : Mikenas, 10,5 ; 10e-11e : Antochine et Fourman, 10 / 19. | 1er-2e : Geller (+10-5=4), vainqueur du départage (+1 =6), et Smyslov (+7-2=10), 12 sur 19 ; 3e-6e : Botvinnik, Ilivitski, Petrossian et Spassky, 11,5 sur 19 ; 7e-8e : Keres et Taïmanov, 11 ; 9e : Mikenas, 10,5 ; 10e-11e : Antochine et Fourman, 10 / 19. | 1er-2e : Geller (+10-5=4), vainqueur du départage (+1 =6), et Smyslov (+7-2=10), 12 sur 19 ; 3e-6e : Botvinnik, Ilivitski, Petrossian et Spassky, 11,5 sur 19 ; 7e-8e : Keres et Taïmanov, 11 ; 9e : Mikenas, 10,5 ; 10e-11e : Antochine et Fourman, 10 / 19. |
| Du 5 au 19 avril, Geller battit Smyslov dans un match de départage, en remportant la septième partie, après six parties nulles. Tournoi zonal qualificatif pour le championnat du monde. Geller, Ilivitski, Spassky (né en 1937, première participation), et Petrossian — invaincu (+4 =15) — se qualifièrent, pour l'interzonal de Göteborg. Taïmanov, Fourman, Kotov (12e), Averbakh (15e-16e) et Kortchnoï (19e) furent éliminés. Geller précédait Botvinnik (+7 =9 -3), et trois futurs champions du monde : Smyslov, Spassky et Petrossian. Lors de la cinquième ronde, Il battit Botvinnik, lequel perdit également contre Smyslov. La fin du tournoi fut dramatique. Deux rondes avant la fin, Smyslov était en tête, avec 11½ points devant Botvinnik et Geller ex æquo, 11 points. Lors de la dix-huitième ronde, Smyslov perdit contre Ilivitski, Botvinnik annula contre Lissitsine, tandis que Geller battait Mikenas, prenant la première place. Lors de la dernière ronde, Keres infligea à Botvinnik une de ses plus sévères défaites, le privant d'un septième titre lors de sa dernière partie dans un championnat d'URSS (ce fut la dernière participation de Botvinnik). Geller perdit également lors de la dernière ronde contre Antochine, ce qui permit à Smyslov, qui annula avec les Noirs contre Taïmanov, de le rattraper. Ce fut la dernière fois qu'un livre soviétique du tournoi fut publié. Spassky battit Averbakh, dans un gambit roi en 29 coups, ainsi que le futur vainqueur, Geller. Dix champions d'URSS de 1944 à 1962 étaient présents, ainsi que Flohr, Mikenas et Fourman (seuls manquaient David Bronstein, malade, et Mikhaïl Tal). La finale avait été précédée de trois demi-finales remportées en 1954 par Antochine (à Erevan), par Geller (à Gorki) et par Taïmanov (à Leningrad). |                                |                   | | | |

En 1955, Smyslov remporta le tournoi de Zagreb, avec 2 points d'avance. En 1956, il remporta le tournoi des candidats d'Amsterdam avec ½ point d'avance sur Keres et un point d'avance sur Szabo, Petrossian, Spassky, Bronstein et Geller ; puis, à l'automne 1956, il rejoignit Botvinnik, lors de la dernière ronde, à la première place du mémorial Alekhine de Moscou devant Taimanov, Gligoric, Bronstein, Najdorf et Keres. L'année suivante, en mars-avril 1957, il devenait champion du monde d'échecs.

## La génération de Tal, Petrossian, Kortchnoï et Spassky

### La domination de six joueurs
En 1956, Mikhaïl Tal se qualifia pour sa première finale, tandis que Botvinnik cessait de participer au championnat d'URSS pour se consacrer aux matchs de championnat du monde pendant lesquels il subit trois défaites : contre Smyslov en 1957, contre Tal en 1960 et contre Petrossian en 1963.
Six joueurs nés entre 1929 et 1937, remportèrent presque tous les titres de champion d'URSS pendant vingt années (de 1956 à 1975), jusqu'à l'arrivée de Karpov et de Beliavski : Tigran Petrossian (né en juin 1929, 4 titres), Viktor Kortchnoï (né en mars 1931, 4 titres), Leonid Stein et Lev Polougaïevski (nés en novembre 1934, 3 premières places chacun), Mikhaïl Tal (né en novembre 1936, 6 titres) et Boris Spassky (né en janvier 1937, 4 premières places, 2 titres). Ces six joueurs constituèrent l'équipe soviétique à l'olympiade d'échecs de 1966 de La Havane.
Du fait de saignée occasionnée par la seconde guerre mondiale, l'école soviétique ne réussit pas à faire émerger une nouvelle génération de champions dans les années 1960 et au début des années 1970. Avant 1977, aucun joueur né entre 1941 et 1950 ne devint champion d'URSS : Aleksandr Zaïtsev, premier ex æquo en 1968/69, était né en 1935. Savon, vainqueur en 1971, était né en 1940 ; Taïmanov, vainqueur en 1956, était né en 1926 ; Geller, vainqueur en 1955 et 1979, était né en 1925 de même que Kholmov, premier ex æquo en 1963. En 1967, la fédération soviétique tenta une expérience avec un tournoi open auquel participèrent 126 joueurs.
De 1956 à 1972, aucun des cinq champions du monde soviétiques ne participa à un championnat d'URSS lorsqu'il détint le titre mondial.
De 1956 à 1959, Smyslov fut accaparé par deux tournois des candidats et deux matchs de championnat du monde. Tal n'eut pas le temps de participer au championnat de février 1961, mais remporta le tournoi du nouvel an à Stockholm en janvier 1961.
De 1964 à 1972, Boris Spassky fut absent du championnat d'URSS. Petrossian fut absent du championnat d'URSS de décembre 1961 à 1972, sauf en 1969 lorsqu'il perdit son titre mondial.
Cette période, de 1957 à 1972, coïncida avec l'ascension, en toile de fond, de Bobby Fischer qui remporta le championnat des États-unis à huit reprises de 1957-1958 à 1966-1967 et le championnat du monde contre Spassky en 1972.
Au championnat d'URSS de 1973 participèrent sept des dix meilleurs joueurs au monde du moment : Karpov, Tal, Kortchnoï, Polougaïevski, Petrossian, Geller et Spassky, ainsi que les prétendants ou champions du monde : Smyslov, Keres, Taïmanov et Averbakh, faisant de ce tournoi l'un des plus forts tournois des années 1960 et 1970.

### 1956-1962
De 1956 à 1962, Tal, Petrossian et Kortchnoï remportèrent deux finales et Spassky termina premier lors des deux autres éditions (une fois ex æquo). De 1955 à 1963, seul Petrossian termina avec plus d'un demi-point d'avance sur le deuxième (en 1959). 
| Ed. | Date                           | Ville     | Vainqueur(s)                                               | Score   | |
| --- | ------------------------------ | --------- | ---------------------------------------------------------- | ------- | --- |
| 23 | 10 janvier - 15 février 1956   | Leningrad | Taïmanov (+8 -2 =7) Averbakh (+7 -1 =9) Spassky (+7 -1 =9) | 11,5/17 | 1er : Taïmanov, vainqueur du match-tournoi de départage ; 4e : Kortchnoï, 11 ; 5e-7e : Kholmov, Polougaïevski et Tal, 10,5 ; 8e : Boleslavski, 9 / 17.                                                  |
| Taimanov et Kortchnoï étaient arrivés directement, avec leur entraineur Ragozine, sans jour de repos, du tournoi de Hastings (1955/56) remporté par Kortchnoï. Ils défendaient avec Spassky (premier ex æquo à 19 ans, champion du monde junior en 1955) les couleurs de Leningrad face au moscovite Averbakh qui les avait devancés en 1954. Lors de la première ronde, Spassky battit Averbakh, qui avait refusé son offre de nullité et accepté un sacrifice ; il battit aussi par la suite Taïmanov et Tal. Bronstein, Geller, Smyslov, Petrossian et Keres étaient absents et préparaient le tournoi des candidats à Amsterdam remporté par Smyslov. Spassky fut le seul joueur parmi les candidats soviétiques qui participa au championnat d'URSS. Il fut aussi le seul joueur exempt des trois demi-finales remportées par Tal (première participation), par Antochine et par Khassine. Le jeu aventureux de Tal apparut pour la première fois dans sa victoire de la troisième ronde contre Simaguine lorsqu'après avoir sacrifié son cavalier au douzième coup, il obligea Simaguine à déplacer son roi treize fois. Première participation de Lev Polougaïevski et de Mikhaïl Tal. Deux jours seulement après la fin du tournoi commença le tournoi de départage à deux tours que Taimanov remporta en battant Spassky et Youri Averbakh. Taïmanov fut sélectionné à la place de Kotov dans l'équipe soviétique qui remporta l'olympiade d'échecs de 1956 à Moscou. |                                |           |                                                            |         | |
| 24 | 20 janvier - 22 février 1957   | Moscou    | Tal (+9 -2 =10)                                            | 14/21   | 2e-3e : Bronstein et Keres, 13,5 ; 4e-5e : Spassky et Tolouch, 13 ; 6e : Kholmov, 12,5 ; 7e-8e : Kortchnoï et Petrossian, 12 ; 9e : Boleslavski, 11,5 ; 10e-11e : Aronine et Taïmanov, 11 / 21.         |
| Âgé de seulement 20 ans et trois mois, Tal n'avait pas encore reçu le titre de maître international lorsqu'il remporta le titre lors de sa deuxième participation à la finale. Il battit cinq des huit grand maîtres présents (Bronstein, Keres, Petrossian, Taimanov et Tolouch). Cette finale, avec 22 participants et 21 rondes (le plus grand nombre de rondes avant 1969) fut très disputée. Tous les joueurs perdirent au moins deux parties — Petrossian en perdit quatre. Tal commença le tournoi en remportant ses quatre premières parties, battant Aronson, puis le champion en titre Taïmanov, l'ancien champion Bronstein lors de leur première rencontre et Bannik ; mais il perdit rapidement son avance en perdant contre Nejmetdinov et Boleslavski. Tolouch le devança lors de la huitième ronde et Tal ne revint à la première place qu'après la seizième ronde lorsqu'il battit le leader Keres, rejoignant Bronstein en tête. Avant la dernière ronde, trois joueurs, Tal, Tolouch et Bronstein étaient en tête et avaient 13 points ; Tal affrontait Tolouch et le battit tandis que Bronstein faisait son maximum mais ne réussissait qu'à annuler sa partie contre Kholmov,. Le classement final comprenait derrière les onze premiers : Fourman, Nejmetdinov et Mikenas. Polougaïevski avait été éliminé lors de la demi-finale de Tbilissi remportée par Petrossian (avec deux points d'avance sur Fourman, Antochine et Kortchnoï). La demi-finale de Kharkov avait été remportée par Boleslavski, Nejmetdinov et Tarasov ex æquo ; celle de Leningrad par Aronine, Klamane, Spassky, Tolouch et Khassine, ex æquo. Seuls Taimanov, Bronstein et Keres avaient été exempts des qualifications. Tal s'était qualifié de justesse lors de sa demi-finale, en 1956. Smyslov et Botvinnik préparaient leur deuxième match disputé au printemps et remporté par Smyslov. |                                |           |                                                            |         | |
| 25 | 12 janvier - 14 février 1958   | Riga      | Tal (+10-3=5)                                              | 12,5/18 | 2e : Petrossian : 12 ; 3e : Bronstein, 11,5 ; 4e : Averbakh, 11 ; 5e-6e : Polougaïevski et Spassky, 10,5 ; 7e-8e : Gourguenidzé et Geller, 10 ; 9e-11e : Boleslavski, Kortchnoï et Kroguious, 9,5 / 18. |
| Le tournoi était un zonal qualifiant quatre joueurs pour l'interzonal. Tal, Petrossian, Bronstein et Averbakh se qualifièrent pour l'interzonal de Portorož. Spassky, Polougaïevski, Geller, Boleslavski, Kortchnoï, Kotov et Taimanov furent éliminés. Invaincu lors du tournoi, Petrossian marqua 6 points contre les six derniers et fit douze nulles contre les autres joueurs (+6 =12). Dix anciens ou futurs champions d'URSS étaient présents à ce tournoi zonal. Keres était qualifié d'office pour le tournoi des candidats et ne participa pas tandis que Smyslov et Botvinnik disputeraient leur troisième duel en 5 ans. Les trois demi-finales avaient été remportées par Petrossian, Kortchnoï, et par Spassky ex æquo avec Tolouch. Seul le précédent vainqueur, Tal, avait été exempt des demi-finales. Mikenas, Ragozine, Kholmov, Illivitski et Baguirov avaient été éliminés en demi-finale. La finale avait un nombre impair (19) de participants et Borissenko se retira après neuf rondes. Tal commença comme il avait terminé l'édition précédente, en battant Tolouch, mais après neuf parties (sur 18) il avait seulement 4,5 points, ayant perdu contre Boleslavski, Bannik et une nouvelle fois contre sa bête noire Kortchnoï. Après dix rondes, Geller et Spassky étaient en tête, avec 7/9. Après onze rondes, c'était Spassky en tête avec 7,5/10 tandis que Tal (exempt lors de la onzième ronde) n'avait que 5,5 points sur 10. Après sa troisième défaite lors de la neuvième ronde, Tal termina le tournoi en marquant huit points sur neuf. Une ronde avant la fin, Spassky gaffa contre Kotov, tandis que Tal rattrapait Petrossian (invaincu) : ils étaient alors à égalité avec ½ point d'avance sur Bronstein, un point d'avance sur Spassky et Averbakh. Un des cinq joueurs devait être éliminé pour l'interzonal. Tal affronta Spassky, Petrossian rencontra Averbakh et Bronstein joua contre Kortchnoï. Petrossian, Bronstein et Averbakh firent des nulles rapides, tandis que Tal défit Spassky au terme d'une partie dramatique. Juste après le championnat d'URSS, Tal remporta le tournoi interzonal de 1958. Tal et Petrossian furent sélectionnés à la place de Taimanov et Geller dans l'équipe soviétique qui remporta l'olympiade d'échecs de 1958 à Munich. |                                |           |                                                            |         | |
| 26 | 9 janvier - 11 février 1959    | Tbilissi  | Petrossian (+8 =11)                                        | 13,5/19 | 2e-3e : Spassky et Tal : 12,5 ; 4e-5e : Taïmanov et Kholmov, 12 ; 6e : Polougaïevski, 11 ; 7e-8e : Averbakh et Keres, 10,5 ; 9e : Kortchnoï, 10 / 19.                                                   |
| Les quatre demi-finales avaient été remportées par Taïmanov, Loutikov, Kholmov et par Spassky ex æquo avec Nejmetdinov. La finale eut lieu à Tbilissi, en Géorgie, où était né Petrossian et où il avait des supporters. Invaincu, Petrossian gagna, lors de sa huitième tentative, avec un point d'avance sur Spassky (+8 -2 =9) et Tal (+9 -3 =7). Les trois futurs champions du monde avaient déjà disputé la première place l'année précédente. Tous les joueurs, à part Petrossian, perdirent au moins deux parties. Lors de la dixième ronde, Taïmanov battit Spassky qui était en tête et partagea la première place avec 7 points, devant Tal, qui avait une partie ajournée. Après la douzième ronde et quatre victoires consécutives, Petrossian était en tête. Après la seizième ronde, il avait un point d'avance sur Tal. Tal perdit lors de la pénultième (18e) ronde une partie contre sa bête noire, Kortchnoï, ce qui consolida la place de leader de Petrossian (un point d'avance). Petrossian avait aidé Kortchnoï dans l'analyse de sa partie ajournée. Lors de la dernière ronde, Petrossian, Tal et Spassky annulèrent leurs parties respectives, ce qui permit à Petrossian de remporter son premier titre. Kholmov obtint le meilleur résultat (+4 =7) des 12 meilleurs et premiers joueurs du tournoi comprenant onze anciens ou futurs champions d'URSS. Il se vit décerner 7 prix. |                                |           |                                                            |         | |
| 27 | 26 janvier - 26 février 1960   | Leningrad | Kortchnoï (+12-3=4)                                        | 14/19   | 2e-3e : Geller et Petrossian, 13,5 ; 4e : Baguirov, 12 ; 5e : Polougaïevski, 11,5 ; 6e : Averbakh, 11 ; 7e-8e : Smyslov et Taïmanov, 10,5 ; 9e-10e : Kroguious et Spassky, 10 / 19.                     |
| Les trois demi-finales avaient été remportées par Kortchnoï, Geller et par Spassky ex æquo avec Souétine. La finale fut très disputée. Tous les joueurs perdirent au moins deux parties et seulement 78 des 190 parties furent annulées (41 %). Lors de la seizième ronde, Kortchnoï se trompa de Fou et abandonna aussitôt sa partie tandis que ses rivaux, Geller et Petrossian remportaient leurs parties. Geller prit la tête du tournoi devant Kortchnoï et Petrossian, ex æquos. Kortchnoï remporta ses trois dernières parties. Lors l'avant-dernière ronde, il battit Geller (+10 -2 =7) qui était en tête et venait de marquer neuf points sur dix. Lors de la dernière ronde, Geller et Petrossian remportèrent leur partie tandis que Kortchnoï vit sa proposition de nullité refusée dans une position difficile par Souétine, mais celui-ci se trompa par la suite et abandonna le lendemain. Seuls Petrossian et Smyslov (absent depuis 1955) avaient été exempts des demi-finales. Tal était absent et préparait le match de championnat du monde (du 15 mars au 7 mai 1960) contre Botvinnik ; Keres et Kholmov étaient également absents. Le prix de beauté fut attribué à une célèbre partie (un gambit du roi), reprise dans un film de James Bond, entre Spassky et Bronstein (12e-13e, 9/19). Kortchnoï fut sélectionné à la place de Bronstein dans l'équipe soviétique qui remporta l'olympiade d'échecs de 1960 à Leipzig. Au printemps, Tal remporta le championnat du monde contre Botvinnik et joua au premier échiquier lors de l'olympiade. |                                |           |                                                            |         | |
| 28 | 11 janvier - 11 février 1961   | Moscou    | Petrossian (+9-1=9)                                        | 13,5/19 | 2e : Kortchnoï, 13 ; 3e-4e : Stein et Geller, 12 ; 5e-6e : Smyslov et Spassky, 11 ; 7e-8e : Averbakh et Polougaïevki, 10,5 ; 9e-10e : Simaguine et Taïmanov, 10/19.                                     |
| Tournoi zonal qualificatif pour le championnat du monde. Petrossian, Kortchnoi, Stein et Geller furent qualifiés pour le tournoi interzonal de 1962 à Stockholm. Spassky, Smyslov, Averbakh, Polougaïevski, Taïmanov, Fourman, Boleslavski et Bronstein furent éliminés. Seuls Kortchnoï, Petrossian, Geller et Smyslov (comme ancien champion du monde) furent exempts des demi-finales. Spassky commença le tournoi avec 7 points sur 9 avant de manquer le gain et de perdre contre Polougaïevski lors de la dixième ronde, il perdit aussi contre Simaguine lors de la ronde suivante. Pour sa première participation, Leonid Stein infligea à Petrossian sa seule défaite du tournoi lors de la 6e ronde (par la suite, il battit également Geller et Bronstein). Après cette défaite, Petrossian battit Smyslov et marqua 9 points sur 11 possibles de la 7e à la 17e ronde, battant notamment Kortchnoï et Polougaïevski. Deux rondes avant la fin (après la 17e ronde), Petrossian était premier avec 12,5 points, Geller, Spassky et Kortchnoï avaient onze points, Stein, cinquième, avait 10,5 points, Smyslov et Polougaïevski, dix points. Spassky devait affronter Kortchnoï et Stein. Kortchnoï, qui termina le tournoi avec quatre victoires consécutives pour finir 2e, battit Spassky lors de la 18e ronde, puis Polougaïevski lors de la 19e ronde. Stein affronta Spassky (à égalité avec lui) lors de la dernière ronde, le battit et se qualifia pour l'interzonal. Spassky fut critiqué pour avoir abandonné une finale de Fous, certes perdante, mais où il aurait pu poser des problèmes à Stein. Les trois demi-finales avaient été remportées par Averbakh devant Bronstein, par Spassky et par Goufeld ex æquo avec Polougaïevski et Simaguine. Petrossian habitait déjà à Moscou et y avait ses supporters. Kholmov, Bondarevski, Flohr et Tolouch avaient été éliminés en demi-finale ; Keres, déjà qualifié pour le tournoi des candidats de 1962, était absent ainsi que Tal, qui était malade et préparait son deuxième match contre Botvinnik. |                                |           |                                                            |         | |
| Pour la première fois depuis 1948, Smyslov et Bronstein furent absents d'un cycle tournoi interzonal / tournoi des candidats au championnat du monde (1962-1963). Après son deuxième échec consécutif lors d'un tournoi zonal, Spassky traversa une dépression. Il se sépara de son entraîneur, Tolouch, et divorça de sa première femme. |                                |           |                                                            |         | |
| 29 | 16 novembre - 12 décembre 1961 | Bakou     | Spassky (+10-1=9)                                          | 14,5/20 | 2e : Polougaïevski, 14 ; 3e : Bronstein, 12,5 ; 4e-5e : Vassioukov et Tal, 12 ; 6e-7e : Averbakh et Taïmanov, 11,5 ; 8e-11e : Gipslis, Keres, Smyslov et Kholmov, 11 ; 12e : Chamkovitch, 10,5 / 20.    |
| Spassky et Smyslov commencèrent par trois gains suivis d'une nulle (3,5 points sur 4). Spassky battit son rival lors de la cinquième ronde et conserva la tête du tournoi jusqu'à la fin. Il était arrivé avec un nouvel entraîneur, Bondarevski. Polougaïevski (+10 -2 =8) perdit contre Smyslov lors de la première ronde et contre Spassky lors de la huitième ronde. Après sa défaite contre Spassky, Polougaïevski marqua 7 points sur 8 lors des huit rondes suivantes. Lors de la seizième ronde, Spassky subit sa seule défaite contre Chamkovitch et fut rattrapé par Polougaïevski (10,5 / 15), mais Spassky finit le tournoi en gagnant trois parties puis en annulant les deux dernières tandis que Polougaïevski ne marquait que 3,5 points sur cinq,. Tal, malade du rein et qui avait perdu son titre de champion du monde au printemps, termina le tournoi en gagnant cinq de ses six dernières parties et en perdant sa partie contre Spassky lors de la dix-septième ronde. Spassky gagna plusieurs prix : pour le plus grand nombre de victoires (10), le meilleur début (4,5 sur 5), la meilleure fin de tournoi (4 sur 5), le plus de parties gagnées avec les Noirs et le meilleur résultat des grands maîtres entre eux (il marqua +4 =6, contre les dix suivants). Nejmetdinov (19e) remporta le prix de beauté en battant Tal. Les deux demi-finales avaient été remportées par Gourguenidzé et par Kholmov. Le championnat fut avancé pour permettre la participation des joueurs aux tournois de Hastings ou de Wijk aan Zee. Les joueurs soviétiques qualifiés pour l'interzonal (Petrossian, Stein, Kortchnoï et Geller) étaient absents. Retour de Tal et de Keres, absents depuis 1959 et qualifiés d'office pour le tournoi des candidats de Curaçao. Plusieurs des joueurs enchainèrent immédiatement après la finale en disputant le tournoi des clubs sportifs, soutenu par Petrossian. |                                |           |                                                            |         | |
| Au printemps 1962, Petrossian remporta le tournoi des candidats de Curaçao, puis le championnat du monde, en 1963, et fut absent du championnat d'URSS jusqu'en 1969, car il soutenait le championnat d'URSS des clubs. Geller (2e-3e du tournoi des candidats au printemps) fut sélectionné à la place de Kortchnoï dans l'équipe soviétique qui remporta l'olympiade d'échecs de 1962 à Varna. |                                |           |                                                            |         | |
| 30 | 21 novembre - 20 décembre 1962 | Erevan    | Kortchnoï (+10-1=8)                                        | 14/19   | 2e-3e : Taïmanov et Tal, 13,5 ; 4e : Kholmov, 13 ; 5e : Spassky, 12,5 ; 6e : Stein, 11,5 ; 7e-8e : Bannik et Aronine, 10,5 ; 9e : Kots, 10 / 19.                                                        |
| Kortchnoï mena le tournoi dès la première ronde, commença avec 9 points sur 11 et battit ses trois principaux rivaux : Tal, Spassky et Stein. Les six grands maîtres présents, Kortchnoï, Taïmanov, Tal, Kholmov, Spassky et Stein n'eurent aucune difficulté à monopoliser les 6 premières places. Première participation de Aleksandr Zaïtsev (1935-1971) et de Igor Zaïtsev (né en 1938). Les demi-finales avaient été remportées par Igor Zaïtsev, par Khodos et par Aronine (devant Stein). |                                |           |                                                            |         | |

### 1963-1973
| Ed. | Date                               | Ville       | Vainqueur(s) | Score | |
| --- | ---------------------------------- | ----------- | --- | --- | --- |
| 31 | 23 novembre - 27 décembre 1963     | Leningrad   | Stein (+6-1=12) Spassky (+5-0=14) Kholmov (+6-1=12) | 12/19 | 1er : Stein, vainqueur du match-tournoi de départage ; 4e-6e : Bronstein, Geller et Souétine, 11,5 sur 19 ; 7e-8e : Goufeld et Polougaïevski, 11 ; 9e : Gipslis, 10,5 ; 10e : Kortchnoï, 10 / 19.                                                                                     |
| Leonid Stein commença le tournoi par huit parties nulles, puis marqua 8 points sur 10 avant de perdre une partie contre Baguirov lors de la dernière ronde et d'être rejoint à la première place par Kholmov et Spassky. Seulement 3 des 15 parties disputées entre les six premiers eurent un résultat décisif. Stein reçut un prix pour le meilleur score parmi les six premiers (Kholmov avait perdu contre Stein et battu Souétine, lequel avait battu Bronstein, les autres parties entre les six premiers étant nulles). Dix anciens ou futurs champions d'URSS (dont Bondarevski, vainqueur en 1940) étaient présents à ce tournoi décisif pour la qualification au tournoi zonal de 1964. Les quatre demi-finales avaient été remportées par Osnos (devant Spassky), par Polougaïevski, par Kholmov (devant Stein) et par Gipslis (devant Bronstein). Tal était absent car il disputait le tournoi de noël de Hastings. En janvier 1964, Stein remporta le tournoi de départage à quatre tours : 2,5 points sur 4 (+1 =3), dans lequel il battit Spassky qui termina deuxième, 2/4 (+1 -1 =2) ; Kholmov finit troisième : 1,5/4 (-1 =3). En 1964, la fédération soviétique organisa un tournoi zonal, à deux tours, entre les 6 premiers du XXXIe championnat, plus Kortchnoï (10e en 1963, sélectionné « pour l'ensemble de ses succès »). Smyslov (absent du XXXIe championnat) devait initialement participer, mais fut exempt du zonal, ce qui ne laissa que trois places qualificatives pour l'interzonal. |                                    |             | | | |
| | 18 février -10 mars 1964           | Moscou      | Spassky (+4 -2 =6) | 7 / 12 | 2e-3e : Bronstein et Stein, 6,5 ; 4e : Kholmov, 6 ; 5e-6e : Souétine et Kortchnoï, 5,5 ; 7e : Geller, 5 / 12. |
| Spassky avait commencé le zonal en marquant seulement 1 point sur 4, annulant contre Bronstein, perdant contre Kholmov et Geller, puis annulant contre Stein. Il marqua ensuite 6 points sur 8 (+4 =4), battant Kholmov, Souétine, Kortchnoï et Geller. Stein commença le tournoi par cinq nulles et une défaite contre Geller. Spassky, Stein et Bronstein se qualifièrent pour le tournoi interzonal de 1964 à Amsterdam où ils rejoignirent Smyslov et Tal. Kholmov, Souétine, Kortchnoï et Geller furent éliminés. En 1965, Geller fut reversé directement dans les matchs des candidats pour remplacer Botvinnik après son retrait. En mai et juin 1964, les cinq joueurs soviétiques participant à l'interzonal d'Amsterdam occupèrent cinq des six premières places : 1er-4e : Larsen, Spassky, Smyslov et Tal ; 5e : Stein ; 6e : Bronstein, avec un point d'avance sur Ivkov, Portisch et Reshevsky. Mais Stein et Bronstein furent éliminés car seulement 3 soviétiques pouvaient être qualifiés lors de l'interzonal. Spassky remporta le tournoi des candidats en 1965 et fut absent du championnat d'URSS de 1964 jusqu'en 1972. |                                    |             | | | |
| Stein et Spassky furent sélectionnés à la place de Tal et Geller dans l'équipe soviétique qui remporta l'olympiade d'échecs de 1964 à Tel Aviv, en novembre. L'équipe d'URSS, composée de Petrossian, Botvinnik, Smyslov, Keres, Stein et Spassky, marqua le score record de 23,5 points sur 24 en demi-finale et 36,5 sur 52 en finale. |                                    |             | | | |
| 32 | 25 décembre 1964- 27 janvier 1965  | Kiev        | Kortchnoï (+11-0=8) | 15/19 | 2e : Bronstein, 13 ; 3e : Tal, 12,5 ; 4e : Stein, 12 ; 5e-6e : Kholmov et Chamkovitch, 11,5 ; 7e : Lein, 11 ; 8e-9e : Kroguious et Loutikov, 10,5 / 19. |
| Invaincu, Kortchnoï gagna avec 2 points d'avance sur Bronstein, 2,5 sur Tal et 3 points sur Stein. La moyenne d'âge du championnat était de 36½ ans. Âgé de 28 ans, Tal était le plus jeune participant du tournoi, signe du vide occasionné en union soviétique par la grande terreur stalinienne et par la seconde guerre mondiale. Il était malade et joua quelques parties dans sa chambre d'hôtel. Tal termina le tournoi avec 7,5 points sur 10. Il avait été écarté de l'équipe d'URSS qui participa à l'olympiade de Tel-Aviv en novembre. Spassky, Smyslov, Geller et Keres furent absents de la finale du championnat d'URSS ; ils préparaient les matchs des quarts de finale des candidats qui devaient les opposer en 1965 (matchs Spassky-Keres et Geller-Smyslov). Petrossian, Taïmanov et Polougaïevski avaient participé en décembre au championnat d'URSS des syndicats et étaient également absents. |                                    |             | | | |
| 33 | 21 novembre - 24 décembre 1965     | Tallinn     | Stein (+10-1=8) | 14/19 | 2e : Polougaïevski, 13,5 ; 3e : Taïmanov, 13 ; 4e-5e : Souétine et Fourman, 11,5 ; 6e : Keres, 11 ; 7e : Sakharov, 10,5 ; 8e : Osnos, 10 / 19. |
| Polougaïevski menait depuis la deuxième ronde lorsqu'il perdit contre Stein pendant la dixième ronde. Le précédent vainqueur, Kortchnoï, fit un tournoi catastrophique, perdant contre cinq des six premiers (Stein, Polougaïevski, Souétine, Fourman et Kéres) ; il finit 10e-12e, 9/19 (+6 -7 =6). Keres avait été éliminé par Spassky lors des matchs des candidats et était l'hôte du tournoi (en Estonie). Spassky, Tal, Geller et Smyslov, qui avaient disputé les matchs des demi-finales des candidats, étaient absents. La finale entre Tal et Spassky se termina juste avant le début du championnat d'URSS. Polougaïevski et Kortchnoï (vainqueur en 1964/65) furent sélectionnés à la place de Botvinnik et Keres dans l'équipe soviétique qui remporta l'olympiade d'échecs de 1966 à La Havane. |                                    |             | | | |
| 34 | 28 décembre 1966- 2 février 1967   | Tbilissi    | Stein (+8-2=10) | 13/20 | 2e : Geller, 12,5 ; 3e-5e : Gipslis, Kortchnoï et Taïmanov, 12 ; 6e : Lein, 11,5 ; 7e : Krogious, 11 ; 8e-9e : Bronstein et Polougaïevski, 10,5 / 20. |
| Tournoi zonal qualificatif pour le championnat du monde. Gipslis, Kortchnoï et Taïmanov, 3e-5e ex æquo, disputèrent un mini-tournoi de départage qui se termina par l'égalité parfaite. Gipslis et Kortchnoi — invaincu — se qualifièrent pour le tournoi interzonal de Sousse. Taïmanov, (5e au départage), Bronstein, Polougaïevski, Savon (10e), Smyslov et Kholmov (11e-12e) furent éliminés. Lors de la dixième ronde, Polougaïevski battit Stein, prenant sa revanche sur sa défaite de l'année précédente. En mai-juin 1967, Stein remporta le tournoi international anniversaire du club de Moscou avec un point d'avance. Lors du tournoi interzonal de Sousse, il échoua pour la troisième fois consécutive dans la qualification au cycle des candidats. |                                    |             | | | |
| 35 | 7-26 décembre 1967                 | Kharkov     | 1er-2e : Polougaïevski (+7 –0 =6) et Tal (+7 -0 =6) : 10 / 13 ; 3e-5e : Vassioukov, Taïmanov et Platonov, 9,5 ; 6e-7e : Sakharov et Antochine, 9 ; 8e-17e : Zhouravliov, Baguirov, Fourman, Kholmov, Zheliandinov, A. Zaïtsev, Izvozchikov, Shteinberg, Osnos et Toukmakov, 8,5 / 13. | 1er-2e : Polougaïevski (+7 –0 =6) et Tal (+7 -0 =6) : 10 / 13 ; 3e-5e : Vassioukov, Taïmanov et Platonov, 9,5 ; 6e-7e : Sakharov et Antochine, 9 ; 8e-17e : Zhouravliov, Baguirov, Fourman, Kholmov, Zheliandinov, A. Zaïtsev, Izvozchikov, Shteinberg, Osnos et Toukmakov, 8,5 / 13. | 1er-2e : Polougaïevski (+7 –0 =6) et Tal (+7 -0 =6) : 10 / 13 ; 3e-5e : Vassioukov, Taïmanov et Platonov, 9,5 ; 6e-7e : Sakharov et Antochine, 9 ; 8e-17e : Zhouravliov, Baguirov, Fourman, Kholmov, Zheliandinov, A. Zaïtsev, Izvozchikov, Shteinberg, Osnos et Toukmakov, 8,5 / 13. |
| Un système suisse à 126 joueurs et 13 rondes (après le retrait de 4 joueurs). Le tournoi dura moins de trois semaines. Tal termina invaincu. Première participation de Shteinberg, Toukmakov, Alburt, Sosonko, Tsechkovski, Dvoretski, Vaganian, Svechnikov et Goulko. Geller et Smyslov furent sélectionnés à la place de Tal et Stein dans l'équipe soviétique qui remporta l'olympiade d'échecs de 1968 à Lugano. |                                    |             | | | |
| 36 | 30 décembre 1968- 1er février 1969 | Alma-Ata    | 1er-2e : Polougaïevski (+7-1=11), vainqueur du départage, et A. Zaïtsev (+6-0=13) : 12,5 sur 19 ; 3e : Loutikov, 11,5/19 ; 4e-5e : Luberzon et Tsechkovski, 11 ; 6e-10e : Vassioukov, Klovan, Podgaïets, Tal et Kholmov, 10,5 ; 11e-13e : Averbakh, Lein et Osnos, 10 / 19.           | 1er-2e : Polougaïevski (+7-1=11), vainqueur du départage, et A. Zaïtsev (+6-0=13) : 12,5 sur 19 ; 3e : Loutikov, 11,5/19 ; 4e-5e : Luberzon et Tsechkovski, 11 ; 6e-10e : Vassioukov, Klovan, Podgaïets, Tal et Kholmov, 10,5 ; 11e-13e : Averbakh, Lein et Osnos, 10 / 19.           | 1er-2e : Polougaïevski (+7-1=11), vainqueur du départage, et A. Zaïtsev (+6-0=13) : 12,5 sur 19 ; 3e : Loutikov, 11,5/19 ; 4e-5e : Luberzon et Tsechkovski, 11 ; 6e-10e : Vassioukov, Klovan, Podgaïets, Tal et Kholmov, 10,5 ; 11e-13e : Averbakh, Lein et Osnos, 10 / 19.           |
| En mars 1969, Polougaïevski battit Aleksandr Zaïtsev dans un match de départage (+2-1=3). Les vainqueurs avaient un point d'avance sur Loutikov. Zaïtsev fut le seul joueur invaincu lors du tournoi. Après une année passée à l'hôpital, Tal fut de nouveau malade dans les dernières rondes. |                                    |             | | | |
| En 1969, après avoir perdu son titre de champion du monde contre Spassky, Petrossian participa à sa première finale depuis 1961 : |                                    |             | | | |
| 37 | 6 septembre -12 octobre 1969       | Moscou      | 1er-2e : Petrossian (+6-0=16), vainqueur du départage, et Polougaïevski (+7-1=14) : 14 / 22 ; 3e-5e : Taimanov, Smyslov et Geller, 13,5 sur 22 ; 6e : Stein, 13 ; 7e-9e : Balachov, Platonov et Kholmov, 12,5 ; 10e-11e : Gipslis et Savon, 12 ; 12e : Averkine, 11,5 / 22.           | 1er-2e : Petrossian (+6-0=16), vainqueur du départage, et Polougaïevski (+7-1=14) : 14 / 22 ; 3e-5e : Taimanov, Smyslov et Geller, 13,5 sur 22 ; 6e : Stein, 13 ; 7e-9e : Balachov, Platonov et Kholmov, 12,5 ; 10e-11e : Gipslis et Savon, 12 ; 12e : Averkine, 11,5 / 22.           | 1er-2e : Petrossian (+6-0=16), vainqueur du départage, et Polougaïevski (+7-1=14) : 14 / 22 ; 3e-5e : Taimanov, Smyslov et Geller, 13,5 sur 22 ; 6e : Stein, 13 ; 7e-9e : Balachov, Platonov et Kholmov, 12,5 ; 10e-11e : Gipslis et Savon, 12 ; 12e : Averkine, 11,5 / 22.           |
| Petrossian (seul joueur invaincu) battit Lev Polougaïevski dans un match de départage, en janvier 1970 (+2 =3). Tournoi zonal qualificatif pour le championnat du monde. Taimanov, Smyslov et Geller se qualifièrent avec Polougaïevski pour le tournoi interzonal de Palma de Majorque. Stein, Kholmov et Tal (15e) furent éliminés. Bronstein avait été éliminé en demi-finale (seulement 6e à Kiev). Le tournoi eut lieu à la fin de l'été avec un nombre record de 23 participants. Seulement 2 des 15 parties disputées entre les six premiers eurent un résultat décisif : Geller battit Taïmanov et Smyslov battit Stein. |                                    |             | | | |
| L'équipe d'URSS qui remporta le match contre le reste du monde en 1970 comprit : Spassky, Petrossian, Kortchnoï, Polougaïevski, Geller, Smyslov, Taimanov, Botvinnik, Tal, Keres et, en réserve, Stein. Bronstein, deuxième réserviste, ne disputa aucune partie. |                                    |             | | | |
| 38 | 25 novembre -28 décembre 1970      | Rīga        | Kortchnoï (+12-1=8) | 16/21 | 2e : Toukmakov, 14,5 ; 3e : Stein, 14 ; 4e : Balachov, 12,5 ; 5e-7e : Gipslis, Karpov et Savon, 12 ; 8e-9e : Averbakh et Podgaïets, 11 / 21. |
| Kortchnoï gagna avec 1,5 point d'avance sur Toukmakov et 2 points sur Stein. Participaient également : Balachov, Karpov (première participation), Averbakh (dernière participation à une finale) et Mikenas (60 ans). En même temps que le championnat, du neuf novembre au douze décembre, avait lieu l'interzonal de Palma de Majorque auquel participaient Geller, Polougaïevski, Taïmanov et Smyslov. Après avoir échoué à se qualifier, en 1969, pour l'interzonal de Palma de Majorque, Tal, qui habitait Riga et venait d'être opéré du rein, ne fut pas sélectionné pour participer comme joueur hôte dans la finale. |                                    |             | | | |
| 39 | 15 septembre - 17 octobre 1971     | Leningrad   | Savon (+9=12) | 15/21 | 2e-3e : Smyslov et Tal, 13,5 ; 4e : Karpov, 13 ; 5e-6e : Balachov et Stein, 12 ; 7e-8e : Bronstein et Polougaïevski, 11,5 ; 9e : Taïmanov, 11 / 21. |
| Savon gagna, invaincu, avec 1,5 point d'avance sur Smyslov (invaincu) et Tal, ex æquo. Il devançait les champions du monde ou d'URSS : Smyslov, Tal, Karpov, Stein (dernière participation), Bronstein, Polougaïevski, Taimanov et Geller. Savon était né en 1940 et faisait partie de la génération perdue née durant la seconde guerre mondiale ; le nouveau champion n'était pas encore maître international. En novembre-décembre 1971, Karpov et Stein remportèrent le très fort mémorial Alekhine à Moscou. Tal, Karpov et Savon furent sélectionnés à la place de Spassky, Polougaïevski et Geller dans l'équipe soviétique qui remporta l'olympiade d'échecs de 1972 à Skopje. |                                    |             | | | |
| 40 | 16 novembre - 19 décembre 1972     | Bakou       | Tal (+9-0=12) | 15/21 | 2e : Toukmakov, 13 ; 3e-5e : Kouzmine, Moukhine et Savon, 12,5 ; 6e-7e : Balachov et Vassioukov, 11,5 ; 8e-9e : Baguirov et Fourman, 11 / 21. |
| Tournoi zonal qualificatif pour le championnat du monde 1975. Savon, Kouzmine et Mukhine disputèrent un tournoi de départage terminé par l'égalité ; Mukhine fut éliminé des tournois interzonaux de 1973. Invaincu, Tal remporta le championnat avec 2 points d'avance sur Toukmakov. Il commença la finale par six parties nulles (lors des trois premières rondes, seulement sept des 33 parties disputées dans le championnat eurent un résultat décisif). Puis Tal marqua 10,5 points sur 12 et finit par trois parties nulles. Ce tournoi fit partie de la première série d'invincibilité (86 parties sans défaite) de Tal qu'il avait commencée en juillet 1972 et qui dura jusqu'en avril 1973. Il réalisa une autre série record en 1973-1974. En août 1972, Bobby Fischer avait battu Spassky lors du championnat du monde d'échecs de 1972 à Reykjavik. En 1973, la fédération soviétique exigea la participation des quatre derniers champions du monde soviétiques (Smyslov, Tal, Petrossian — une seule participation depuis 1961 — et Spassky — absent depuis 1963), ainsi que celle des anciens champions d'URSS : Keres — absent depuis 1965, Kortchnoï — absent depuis 1970, Geller — absent depuis 1969, Polougaïevski, Taïmanov et Savon. Tous les champions d'URSS de 1955 à 1976 furent présents à l'exception de Stein, décédé en juillet 1973 et remplacé par le champion du monde junior (1973) Aleksandr Beliavski dont c'était la première participation et qui finit dernier. Étaient également présents Karpov, Kouzmine et Toukmakov, exempts des sélections. Les vainqueurs des quatre demi-finales : Svechnikov, K. Grigorian, Rachkovski et Averkine complétaient la liste des participants. Parmi les absents de marque figuraient : David Bronstein qui refusa de participer aux sélections, Ratmir Kholmov, Semion Fourman et Youri Averbakh (champion en 1954), qui furent éliminés en demi-finale. |                                    |             | | | |
| 41 | 1-27 octobre 1973                  | Moscou      | Spassky (+7-1=9) | 11½/17 | 2e-6e : Kortchnoï, Karpov, Kouzmine, Petrossian et Polougaïevski, 10,5 sur 17. |
| La finale fut rebaptisée ligue supérieure (ou division supérieure) du championnat d'URSS et son nombre de participants ramené à 18, le plus petit effectif depuis 1956. Les joueurs ne pouvaient faire nulle en moins de 30 coups sans l'accord de l'arbitre, mais moins de 36 % des parties, 54 sur 153, eurent un résultat décisif ; 24 des 28 parties disputées entre les huit premiers furent nulles. Spassky gagna avec un point d'avance sur cinq joueurs ex æquo dont Petrossian et Polougaïevski qui terminèrent invaincus (+4 =13). Il devança également Kortchnoï et Karpov qui avaient remporté le tournoi interzonal de Leningrad et furent finalistes du tournoi des candidats de 1974. Seuls les six premiers joueurs obtinrent plus de la moitié des points. Ils devancèrent de 2 points Geller et K. Grigorian. Ce fut la dernière participation en finale de Keres (9e-12e), de Kortchnoï et de Spassky. Tal (9e-12e) commença lors du championnat sa deuxième série d'invincibilité qui dura pendant 93 parties jusqu'au tournoi de Novi Sad en octobre 1974. En juin 1974, il accompagna Kouzmine, Karpov, Kortchnoï, Spassky et Petrossian dans l'équipe soviétique qui remporta l'olympiade d'échecs de 1974 à Nice. Efim Geller finit septième avec 8,5 points sur 17, ex æquo avec Karen Grigorian. |                                    |             | | | |
| Parallèlement à la ligue supérieure eut lieu le championnat de première division (ou première ligue du championnat d'URSS) |                                    |             | | | |
| | 4-28 octobre 1973                  | à Tbilissi: | 1er-2e : Rafaël Vaganian (+7 -1 =9) et Roman Djindjichkachvili (+8 -2 = 7) : 11,5 / 17 ; 3e : Evgueni Vassioukov, 10,5 ; 4e-5e : Fourman et Razouvaïev, 10 ; 6e : Bronstein, 9,5 / 17.                                                                                                | 1er-2e : Rafaël Vaganian (+7 -1 =9) et Roman Djindjichkachvili (+8 -2 = 7) : 11,5 / 17 ; 3e : Evgueni Vassioukov, 10,5 ; 4e-5e : Fourman et Razouvaïev, 10 ; 6e : Bronstein, 9,5 / 17.                                                                                                | 1er-2e : Rafaël Vaganian (+7 -1 =9) et Roman Djindjichkachvili (+8 -2 = 7) : 11,5 / 17 ; 3e : Evgueni Vassioukov, 10,5 ; 4e-5e : Fourman et Razouvaïev, 10 ; 6e : Bronstein, 9,5 / 17.                                                                                                |

## Après Reykjavik: rajeunissement, tensions et déclin final (1974-1991)
À partir de 1974, le nouveau système de sélection comprenait un tournoi (ru) Otborotchnyï (qualificatif), un système suisse jusqu'en 1979, suivi du tournoi de première division (ou première ligue), à 18 joueurs, en octobre qui à son tour permettait de se qualifier pour le tournoi principal, la division supérieure, en novembre-décembre. En 1986, il y eut trois tournois Otborotchnyï, qualifiant chacun 6 joueurs, et deux tournois de première ligue.
À partir de 1973, la finale fut appelée ligue supérieure (ou super-ligue ou division supérieure) du championnat d'URSS pour la différencier du tournoi de première ligue (première division) qui remplaçait les anciennes demi-finales.
Le nombre de participants à la ligue supérieure (la finale), anciennement de 20 ou 22, fut, sauf en 1985 et 1991, ramené à 16 (en 1974, 1975, 1977, 1983 et 1989) ou 18, voire 14 (en 1990).
En 1975, 1978, 1982 et 1990, des tournois zonaux furent organisés, en dehors du championnat d'URSS, à Vilnius, Lvov, Erevan et Lvov. Seuls les championnats de 1985 et 1987 firent office de zonaux pour les joueurs soviétiques.
Le plus fort championnat de cette période fut celui de 1988 avec les deux meilleurs joueurs au monde du moment : Kasparov et Karpov ainsi que Beliavski, Ivanchouk, Salov et Youssoupov. De 1976 à 1988, Karpov disputa trois championnats et termina à chaque fois à la première place (en 1976, 1983 et ex æquo avec Kasparov en 1988).
Si l'on excepte cette finale de 1988, le niveau des championnats d'URSS diminua très fortement à partir de 1984. En effet, avec le début de la Perestroika et l'autorisation accordée plus facilement de voyager à l'étranger, les meilleurs joueurs soviétiques préférèrent participer à des tournois plus lucratifs en occident, plutôt que de risquer de perdre des points au classement Elo dans les tournois de sélections du championnat d'URSS contre des joueurs soviétiques sous-évalués.
| Ed. | Date                              | Ville     | Vainqueur(s) | Score | |
| --- | --------------------------------- | --------- | --- | --- | --- |
| 42 | 30 novembre - 23 décembre 1974    | Leningrad | Beliavski (+6-2=7) Tal (+6-2=7) | 9,5/15 | 3e-4e : Vaganian et Polougaïevski, 9 ; 5e-7e : Alburt, Dvoretski et Romanichine, 8,5 ; 8e : Balachov, 8 / 15. |
| Tal perdit lors de la première ronde, une habitude pour Tal, contre Polougaïevski ; il perdit également lors de l'avant-dernière ronde sa partie contre Beliavski en prenant des risques inutiles, alors qu'il avait un point d'avance. Beliavski avait été dernier de la finale l'année précédente. De nombreux joueurs importants étaient absents : Petrossian, Kortchnoï, Karpov, Spassky, Geller, Keres, Smyslov et Bronstein (non qualifié). Karpov, assisté de Geller et Petrossian, venait de battre Kortchnoï à Moscou, en finale des candidats, le 22 novembre, et préparait son match contre Bobby Fischer. Oleg Romanichine avait remporté le tournoi de première ligue, en octobre 1974, devant Dvoretski, Koupreïtchik et Tsechkovski. Smyslov fut éliminé de la ligue supérieure. |                                   |           | | | |
| Karpov fut déclaré champion du monde, en avril 1975, par forfait de Fischer, sans avoir auparavant remporté le championnat d'URSS. Paul Keres mourut en juin 1975. Du 5 au 29 août 1975, à Vilnius, lors du tournoi zonal, Boris Goulko, Tsechkovski et Balachov se qualifièrent pour les tournois interzonaux de 1976 ; Savon fut éliminé au départage. les 4 joueurs avaient marqué 9/15, puis 3/6 lors du tournoi de départage. En octobre, Goulko et Dorfman s'imposèrent devant Bronstein lors du tournoi de première ligue, se qualifiant pour la ligue supérieure. À l'automne 1975, Geller (6e-8e en 1974) remporta deux tournois sans défaite : le tournoi de Teesside et le très fort mémorial Alekhine. |                                   |           | | | |
| 43 | 28 novembre - 22 décembre 1975    | Erevan    | Petrossian (+6-1=8) | 10/15 | 2e-5e : Vaganian, Goulko, Romanichine et Tal, 9,5 ; 6e-8e : Balachov, Geller et Polougaïevski, 8,5 / 15. |
| Petrossian gagna, à 46 ans, en Arménie, devant 4 ex æquos. Dernière participation à la finale de Bronstein (9e-10e avec Beliavski) et Fourman (13e, qui décéderait en mars 1978). Karpov et Smyslov étaient absents du championnat d'URSS. Spassky voulait s'installer en France. À la fin de l'année, Kortchnoï participa au tournoi de noël de Hastings et prépara sa future défection. En juillet 1976, Il demanda l'asile politique aux Pays-Bas. La même année, l'URSS boycotta l'olympiade d'échecs de 1976 à Haïfa. |                                   |           | | | |
| 44 | 26 novembre - 24 décembre 1976    | Moscou    | Karpov (+8-1=8) | 12/17 | 2e : Balachov, 11 ; 3e-4e : Polougaïevski et Petrossian, 10½ ; 5e : Dorfman, 9½ ; 6e-7e : Smyslov et Tal, 9 / 17. |
| Pour la première fois depuis 1955, un champion du monde en titre disputait le championnat d'URSS. Karpov devança un plateau très relevé comprenant Balachov et 9 anciens ou futurs vainqueurs : Petrossian, Polougaïevski, Smyslov, Tal, Geller, Goulko, Vaganian, Taimanov (dernière participation) et Tsechkovski. Spassky avait épousé une diplomate française et était absent ainsi que Bronstein et Beliavski. |                                   |           | | | |
| 45 | 28 novembre - 22 décembre 1977    | Leningrad | Goulko (+4-0=11) Dorfman (+4-0=11) | 9,5/15 | 3e-4e : Petrossian et Polougaïevski, 9 ; 5e-7e : Baguirov, Geller et Tal, 8 / 15. |
| Le titre fut partagé après un match de départage en 6 parties terminé par l'égalité (3-3). Invaincus, les deux vainqueurs devançaient des joueurs expérimentés comme Petrossian, Polougaïevski, Geller (invaincu), Tal, Balachov, Smyslov et Vladimir Toukmakov. Goulko n'était pas encore grand-maître et avait refusé de signer la lettre condamnant Kortchnoï. Dissident, il demanda à émigrer en Israël en 1978 mais il ne fut autorisé à quitter l'URSS qu'en 1986. Avec la finale de 1988, ce tournoi a le plus grand pourcentage de parties nulles (80 sur 120 parties soit deux sur trois). Geller fit 14 nulles et gagna une seule partie. Seulement 2 des 21 parties disputées entre les sept premiers eut un résultat décisif : Polougaïevski battit Baguirov et Tal. |                                   |           | | | |
| Du 4 au 28 avril 1978, à Lviv, Iouri Balachov remporta le tournoi zonal 9/14 (+5-1=8), tournoi zonal où Balachov, Vaganian, Tsechkovski, Romanichine et Kouzmine se qualifièrent pour les tournois interzonaux de 1979 ; Goulko, Toukmakov, Beliavski, Smyslov et Geller furent éliminés. Goulko, Romanichine et Vaganian rejoignirent Petrossian, Polougaïevski (3e-4e du championnat 1977) et Spassky dans l'équipe soviétique à l'olympiade d'échecs de 1978 à Buenos-Aires. En octobre-novembre, l'équipe soviétique perdit le titre olympique à Buenos-Aires, après avoir perdu le titre mondial universitaire à Mexico, en août-septembre. |                                   |           | | | |
| 46 | 1-28 décembre 1978                | Tbilissi  | Tal (+5-0=12) Tsechkovski (+6-1=10) | 11/17 | 3e : Polougaïevski, 10 ; 4e : T. Guéorgadzé, 9,5 ; 5e-8e : Beliavski, Geller, Romanichine et Svechnikov, 9 / 17. |
| Invaincu, Tal bénéficia de son travail de préparation théorique pour le match de Baguio, disputé entre août et octobre par Karpov, dont il avait été un des secondants. Les quatre premiers joueurs annulèrent toutes leurs parties. Première participation de Garry Kasparov, 9e à 15 ans et 8 mois, après avoir auparavant remporté avec I. Ivanov le tournoi de sélection à Daugavpils (9 / 13). Petrossian était absent. En 1979, Tal remporta le tournoi de Montreal avec Karpov et l'interzonal de Riga, puis, lors du 47e championnat de décembre 1979, il termina 14e-15e et Tsechkovski finit dernier. |                                   |           | | | |
| 47 | 29 novembre - 27 décembre 1979    | Minsk     | Geller (+6-0=11) | 11,5/17 | 2e : Youssoupov, 10,5 ; 3e-4e : Balachov et Kasparov, 10 ; 5e-7e : T. Guéorgadzé, Koupreïtchik et Makarytchev, 9,5 ; 8e : Vaganian, 9 / 17. |
| Invaincu, Geller gagna le titre 24 ans après sa première victoire, avec un point d'avance sur Youssoupov. À 54 ans, Geller est le seul vainqueur du titre de plus de 50 ans. Kasparov, âgé de 16 ans et 8 mois, termina troisième ex æquo avec Balachov (invaincu). Un an après son sixième titre, Tal ne finit que 14e-15e sur 18 joueurs. Petrossian était absent. Karpov devait initialement participer au championnat, mais se retira, prétextant la naissance de son fils. Geller, Balachov, Tal et Kasparov rejoignirent Karpov et Polougaïevski (absents du championnat d'URSS) dans l'équipe soviétique qui remporta de justesse l'olympiade d'échecs de 1980 à La Valette, grâce à un meilleur départage que la Hongrie. |                                   |           | | | |
| 48 | 25 décembre 1980- 21 janvier 1981 | Vilnius   | Psakhis (+8-4=5) Beliavski (+6-2=9) | 10,5/17 | 3e-5e : Balachov, Romanichine et Youssoupov, 10 / 17; 6e-9e : Koupreïtchik, Dolmatov, Tsechkovski et Kouzmine, 9,5 ; 10e : Vaganian, 9. |
| Psakhis remporta la finale, ex æquo avec Beliavski, lors de sa première participation. Le championnat d'URSS fut retardé par l'olympiade de Malte à laquelle participaient Geller (14e) et Balachov et invaincu lors du championnat), il eut lieu en même temps que le tournoi de noël de Hastings. Petrossian, Tal et Polougaïevski étaient absents. À l'automne, Karpov remporta, assisté de Balachov, Igor Zaïtsev et Geller, son deuxième championnat du monde face à Kortchnoï. |                                   |           | | | |
| 49 | 27 novembre - 22 décembre 1981    | Frounzé   | Kasparov (+10-2=5), Psakhis (+9-1=7) | 12,5/17 | 3e : Romanichine, 10 ; 4e-5e : Gavrikov et Toukmakov, 9,5 ; 6e-7e : Agzamov et Beliavski, 9 / 17. |
| La finale fut une course entre Kasparov et Psakhis qui gagnèrent avec 2,5 points d'avance sur Romanichine. Kasparov commença le tournoi en marquant six points sur sept (six victoires et une défaite contre Psakhis lors de la deuxième ronde). Une ronde avant la fin, après avoir remporté deux parties tandis que Kasparov annulait les siennes, Psakhis avait un demi point d'avance sur Kasparov et 3 points sur Toukmakov. Lors de la dernière ronde, il annula contre Agzamov et Kasparov battit Toukmakov avec les Noirs. Kasparov devint le plus jeune vainqueur d'un championnat d'URSS, à 18 ans. Il réalisa après la victoire dans ce tournoi neuf années consécutives de succès ininterrompus (il fut à chaque fois premier ou premier ex æquo) dans les tournois de 1982 à 1990. Tsechkovski (10e-13e), 37 ans, était le joueur le plus âgé du tournoi. Tal, Petrossian, Geller, vaganian et Polougaïevski étaient absents. |                                   |           | | | |
| Pas de championnat en 1982, mais un tournoi zonal organisé à Erevan, en février-mars 1982, auquel participèrent les treize premiers joueurs du championnat (à l'exception de Kasparov et Beliavski sélectionnés pour l'interzonal grâce à leur classement Elo) ainsi que Geller, Vaganian, Gueorgadze, Igor Zaïtsev (absents) et Kouzmine (16e du championnat). Youssoupov, Psakhis, Toukmakov et Geller se qualifièrent pour les tournois interzonaux de 1982. Lors de l'interzonal de Moscou, les quatre joueurs soviétiques (Kasparov, Beliavski, Tal et Geller) occupèrent quatre des cinq premières places. Youssoupov fut sélectionné dans l'équipe soviétique à l'olympiade d'échecs de 1982 à Lucerne (Karpov, Kasparov, Polougaïevski, Beliavski, Tal et Youssoupov). |                                   |           | | | |
| 50 | 2 - 28 avril 1983                 | Moscou    | Karpov (+5-1=9) | 9,5/15 | 2e : Toukmakhov, 9 ; 3e-4e : Vaganian et Polougaïevski, 8,5 ; 5e : Balachov, 8 / 15 ; 6e-9e : Malaniouk, Petrossian, Psakhis et Romanichine, 7,5 / 15.                                                                                           |
| Le champion du monde en titre était de retour après une absence de 6 ans et demi. Dernière participation de Petrossian (6e-9e) et Polougaïevski. Tal, malade, se retira après la 10e ronde et seulement 5 parties. Le tournoi eut lieu au printemps. |                                   |           | | | |
| 51 | 2 - 28 avril 1984                 | Lviv      | A. Sokolov (+8-0=9) | 12,5/17 | 2e : Lerner, 11,5 ; 3e : Eingorn, 10,5 ; 4e : Mikhaltchichine, 9,5 ; 5e-8e : Beliavski, Lpoutian, I. Novikov et Toukmakov, 9 / 17. |
| Invaincu, Andreï Sokolov (21 ans, première participation) gagna avec un point d'avance sur Lerner et 2 sur Eingorn. Le tournoi eut à nouveau lieu au printemps. Sokolov fut sélectionné dans l'équipe d'URSS qui remporta le match contre le reste du monde disputé à Londres en juin 1984. il fit également partie comme deuxième remplaçant de l'équipe soviétique qui remporta l'olympiade d'échecs de 1984 à Thessalonique (en novembre-décembre), avec Beliavski, Polougaïevski, Vaganian (tous deux absents, 3e-4e en 1983), Toukmakov (2e en 1983) et Youssoupov (absent), en l'absence de Karpov et Kasparov. Boris Spassky y participa au premier échiquier de l'équipe de France. |                                   |           | | | |
| 52 | 22 janvier - 19 février 1985      | Rīga      | 1er-3e : Gavrikov (+4-1=14), M. Gourevitch (+6-3=10) et Tchernine (+5-2=12) : 11 sur 19 ; 4e-6e : Sokolov, Balachov et Smaguine, 10,5 sur 19 ; 7e-8e : Agzamov et Psakhis, 10 / 19.                                                              | 1er-3e : Gavrikov (+4-1=14), M. Gourevitch (+6-3=10) et Tchernine (+5-2=12) : 11 sur 19 ; 4e-6e : Sokolov, Balachov et Smaguine, 10,5 sur 19 ; 7e-8e : Agzamov et Psakhis, 10 / 19.                                                              | 1er-3e : Gavrikov (+4-1=14), M. Gourevitch (+6-3=10) et Tchernine (+5-2=12) : 11 sur 19 ; 4e-6e : Sokolov, Balachov et Smaguine, 10,5 sur 19 ; 7e-8e : Agzamov et Psakhis, 10 / 19.                                                              |
| Plus faible score (+3) et plus faible pourcentage (57,9 %) des vainqueurs lors d'une finale. Les trois premiers ex æquo avaient entre 25 et 28 ans. Après un tournoi départage de 6 parties toutes terminées par l'égalité entre les trois premiers, un journaliste annonça que le titre était attribué à Mikhaïl Gourevitch grâce à un meilleur départage, alors que selon d'autres sources le départage n'a jamais été pris en compte pour désigner le vainqueur d'un championnat d'URSS. Quelques années plus tard, en 1990, les trois vainqueurs défendirent les couleurs d'autres pays. Gourevitch joua pour la Belgique, Gavrikov pour la Suisse et Tchernine pour la Hongrie. Dernière participation de Geller à 60 ans (17e-18e, 8 points sur 19). Le tournoi avait 20 participants, le plus grand effectif entre 1973 et 1990. Il y eut beaucoup de parties nulles. Seulement 70 des 190 parties (soit moins de 37 %) eurent un résultat décisif. Razouvaïev (14e-16e), qui avait participé au match contre le Reste du monde en juillet 1984, perdit une partie et fit 18 nulles ! 12 des 15 parties disputées entre les six premiers furent annulées. Tournoi zonal qualificatif pour le championnat du monde. Les grands absents Polougaïevski, Vaganian, Tal, Youssoupov et Romanichine étaient qualifiés d'office pour les interzonaux. Gavrikov, Balachov, Tchernine et Andreï Sokolov se qualifièrent pour les interzonaux de 1985. Gourevitch ne fut pas autorisé à quitter le pays pour participer à l'interzonal de Tunis où les soviétiques occupèrent quatre des cinq premières (sur 16 participants). |                                   |           | | | |
| Le 15 février 1985, peu avant la fin du championnat d'URSS, se termina le premier match de championnat du monde entre Karpov et Kasparov qui avait débuté cinq mois plus tôt (le 10 septembre 1984). En novembre 1985, Kasparov devint champion du monde lors du deuxième match en 24 parties. Lors du tournoi des candidats de Montpellier en 1985, Youssoupov, Vaganian et Sokolov avaient fini aux trois premières places, Tal avait terminé 4e-5e ex æquo avec Timman ; Spassky et Beliavski 6e-7e, Smyslov et Tchernine 8e-9e. Les sept derniers joueurs étaient tous des non-soviétiques, ce qui était un résultat digne de la domination soviétique des années 1940 et 1950, avant l'arrivée de Fischer et de Larsen. Aucun des neuf meilleurs joueurs soviétiques qui avaient disputé le championnat du monde ou le tournoi des candidats de 1985 (sans compter Spassky, qui jouait pour la France) ne participa au championnat d'URSS 1986. |                                   |           | | | |
| 53 | 2 - 28 avril 1986                 | Kiev      | Tsechkovski (+6-1=10) | 11/17 | 2e-7e : Malaniouk, Eingorn, Lerner, Balachov, Gavrikov et Bareïev, 10 sur 17 ; 8e : Rachkovski, 9 / 17. |
| Tsechkovski (né en 1944) gagna son deuxième titre avec un point d'avance sur 6 joueurs ex aequo. Beliavski (13e-14e, 7,5/17) était le seul participant à la finale à avoir fait partie de l'équipe qui avait affronté l'équipe du Reste du Monde en 1984. Tsechkovki critiqua le système de sélection. Il dit que les meilleurs joueurs ne voulaient pas risquer leurs points Elo dans les tournois Otborochny et de Première ligue, contre des joueurs sous-classés. À la fin du tournoi, le 26 avril, eut lieu la catastrophe de Tchernobyl, à 150 km de Kiev. |                                   |           | | | |
| Tsechkovski fut sélectionné dans l'équipe soviétique qui remporta l'olympiade d'échecs de 1986 à Dubaï. Andrei Sokolov et Tsechkovski étaient les seuls joueurs de l'équipe à avoir participé à l'un des trois derniers championnats d'URSS (Sokolov en 1984 et 1985, Tsechkovski en 1986). L'équipe d'URSS, composée également de Kasparov, Karpov, Youssoupov et Vaganian, perdit pour la première fois contre les États-Unis lors de la huitième ronde de l'olympiade (défaite de Kasparov contre Seirawan). Une ronde avant la fin, l'équipe américaine avait ½ point d'avance sur l'équipe soviétique et 1 point d'avance sur l'équipe d'Angleterre, mais elle ne put qu'annuler son match contre la Bulgarie tandis que l'URSS battait la Pologne 4 à 0 et l'Angleterre gagnait également son match 4 à 0 contre le Brésil. Ainsi l'équipe d'URSS, composée selon Kroguious des « cinq meilleurs joueurs du monde et du champion d'URSS », ne marqua que 50 % contre ses cinq principaux rivaux et n'échappa au désastre que lors de la dernière ronde de l'olympiade. Tsechkovski, deuxième remplaçant, ne marqua que 2,5 points sur 5 et finit dernier du championnat d'URSS suivant (en 1987). |                                   |           | | | |
| 54 | 4 - 29 mars 1987                  | Minsk     | 1er-2e : Beliavski (+7-2=8), vainqueur du départage, et Salov (+7-2=8) : 11 sur 17 ; 3e-4e : Ehlvest et Eingorn, 10,5 ; 5e-6e : Tchernine et Youssoupov, 10 ; 7e : Dolmatov, 9,5 ; 8e-11e : Koupreïtchik, Lputian, Psakhis et Toukmakov, 9 / 17. | 1er-2e : Beliavski (+7-2=8), vainqueur du départage, et Salov (+7-2=8) : 11 sur 17 ; 3e-4e : Ehlvest et Eingorn, 10,5 ; 5e-6e : Tchernine et Youssoupov, 10 ; 7e : Dolmatov, 9,5 ; 8e-11e : Koupreïtchik, Lputian, Psakhis et Toukmakov, 9 / 17. | 1er-2e : Beliavski (+7-2=8), vainqueur du départage, et Salov (+7-2=8) : 11 sur 17 ; 3e-4e : Ehlvest et Eingorn, 10,5 ; 5e-6e : Tchernine et Youssoupov, 10 ; 7e : Dolmatov, 9,5 ; 8e-11e : Koupreïtchik, Lputian, Psakhis et Toukmakov, 9 / 17. |
| Beliavski battit Salov en match de départage (+2 =2). Beliavski n'était que 13e-14e l'année précédente. Deux tiers des participants étaient déjà présents l'année précédente en dépit du long et complexe processus de sélection qui avait eu lieu ces deux années (deux tournois Orobotchny et deux sections de première ligue). Beliavski, Tchernine et Youssoupov étaient exempts en tant que participants au tournoi des candidats de 1985. Le précédent vainqueur, Tsechkovski, termina dernier, ex æquo avec Gourevitch covainqueur en 1985. Tournoi zonal qualificatif pour le championnat du monde (Beliavski, Salov, Ehlvest, Eingorn et Tchernine qualifiés pour les tournois interzonaux de 1987). |                                   |           | | | |
| 55 | 25 juillet - 19 août 1988         | Moscou    | Karpov (+6-0=11) Kasparov (+6-0=11) | 11,5/17 | 3e-4e : Youssoupov et Salov, 10 ; 5e-6e : Eingorn et Ivantchouk, 9,5 ; 7e : Youdassine, 9 / 17. |
| Invaincus, Kasparov et Karpov avaient 1,5 point d'avance sur Youssoupov et Salov. Les deux derniers champions du monde ne parvinrent pas à s'entendre sur un match de départage. Dernière participation de Vassily Smyslov (9e-13e, 8 / 17) à 67 ans, joueur le plus âgé ayant participé à une finale. Le tournoi eut lieu pendant l'été. Tal, malade, fut remplacé par Eingorn dès la deuxième ronde. Il y eut beaucoup de nulles rapides : seulement un tiers des parties (51 sur 153) eurent un résultat décisif. Youssoupov, Beliavski (8e, vainqueur en 1987), Ehlvest (9e-13e en 1988, 3e en 1987) et Ivanchouk furent sélectionnés avec Karpov et Kasparov dans l'équipe soviétique qui remporta l'olympiade d'échecs de 1988 à Thessalonique. |                                   |           | | | |
| 56 | 22 septembre - 16 octobre 1989    | Odessa    | Vaganian (+5-2=8) | 9/15 | 2e-5e : Beliavski, Guelfand, Dolmatov et Eingorn, 8,5 ; 6e-7e : Oll et Lerner, 8 / 15. |
| Plus faible score d'un vainqueur (+3) lors d'une finale. Le tournoi eut lieu pendant l'automne. Vaganian remporta son seul titre le jour de son 38e anniversaire. Il avait mené le tournoi jusqu'à la douzième ronde lorsqu'il perdit contre Beliavski. Une ronde avant la fin, Beliavski et Domatov devançaient Vaganian, Eingorn et Guelfand d'un demi-point, mais ils perdirent tous les deux tandis que Vaganian battait Balachov alors que Guelfand et Eigorn annulaient la partie qui les opposait. |                                   |           | | | |
| Peu après le championnat, en novembre 1989, Karpov conduisit l'équipe d'URSS (sans Kasparov) au championnat d'Europe par équipes à Lucerne tandis que le mur de Berlin tombait. L'été 1989, 90 joueurs soviétiques avaient joué à Berlin, puis, en décembre 1989, 63 soviétiques participèrent au tournoi de qualification de la GMA disputé à Palma de Majorque. Après la finale de 1989, La première ligue du championnat d'URSS fut abandonnée et remplacée par des demi-finales. Du 16 au 28 avril 1990, à Lvov, eut lieu le tournoi zonal. Alekseï Dreev, Leonid Youdassine, Smbat Lputian, Alekseï Chirov : 6/9 se qualifièrent pour l'interzonal de Manille (1990). |                                   |           | | | |
| 57 | 18 octobre - 3 novembre 1990      | Leningrad | 1er-4e : Beliavski (+5-1=7), Youdassine (+4-0=9), Bareïev (+6-2=5) et Vyjmanavine (+5-1=7) : 8,5 sur 13 ; 5e-6e : Epichine et Khalifman, 7,5 sur 13.                                                                                             | 1er-4e : Beliavski (+5-1=7), Youdassine (+4-0=9), Bareïev (+6-2=5) et Vyjmanavine (+5-1=7) : 8,5 sur 13 ; 5e-6e : Epichine et Khalifman, 7,5 sur 13.                                                                                             | 1er-4e : Beliavski (+5-1=7), Youdassine (+4-0=9), Bareïev (+6-2=5) et Vyjmanavine (+5-1=7) : 8,5 sur 13 ; 5e-6e : Epichine et Khalifman, 7,5 sur 13.                                                                                             |
| Beliavski fut déclaré vainqueur grâce à un meilleur départage. Youdassine termina invaincu. Vyjmanavine commença le tournoi en marquant 5,5 points sur 7 mais perdit par la suite contre Beliavski. La finale n'avait que 14 participants dont seulement 7 grands maîtres internationaux. Lors de la dernière ronde, Bareïev battit Eingorn tandis que Beliavski manquait un sacrifice de cavalier gagnant contre Semion Dvoïris, ce qui donna quatre joueurs ex æquo à la première place. Deux joueurs partagèrent les points après seulement quatre coups lors de la première ronde. Le tournoi devait avoir lieu à Erevan en Arménie mais un tremblement de terre y avait eu lieu. Guelfand, Ivantchouk (absents), Beliavski, Youssoupov, Youdassine et Bareïev constituèrent l'équipe soviétique qui remporta l'olympiade d'échecs de 1990 à Novi Sad, en l'absence de Karpov et Kasparov qui disputaient leur cinquième match à New-York et Lyon. |                                   |           | | | |
| 58 | 1-13 novembre 1991                | Moscou    | Minassian (+7-1=3) Maguerramov (+6=5) | 8,5/11 | 3e-4e : Epichine et Roublevski, 7,5 ; 5e-9e : Nenachev, Kisseliov, Bologan, Rouban et Vyjmanavine, 7 / 11. |
| Minassian et Magerramov (invaincu) avaient un point d'avance sur Vladimir Epichine (le second de Karpov, invaincu) et Sergueï Roublevski. Minassian fut déclaré champion grâce à un meilleur départage. La finale était un système suisse (réduit à 64 joueurs) avec la participation de Bologan (7/11), Chirov, Tiviakov, Vaganian (6,5/11), Kramnik, Kouzmine (6/11), Baguirov, Dreev, Lpoutian, Balachov, Svechnikov (5,5/11), Tal (5/11), Savon, Igor Zaïtsev (4/11). Tal était malade depuis quelques années et avait dû se retirer des championnats d'URSS en 1983 et 1988. Sa dernière participation remontait à 1979. En 1992, Kramnik, Dreïev, Vyjmanavine, Dolmatov et Khalifman furent sélectionnés dans l'équipe de Russie. |                                   |           | | | |

## Après l'éclatement de l'union soviétique(1991-1995)
En août 1991, Botvinnik fêta son 80e anniversaire quelques jours avant le Putsch de Moscou. Le 8 décembre 1991, un mois après le 58e championnat d'URSS, les républiques soviétiques créèrent la CEI. Peu après, le soviet suprême proclamait la dissolution de l'URSS. Dans le monde des échecs, en décembre 1991-janvier 1992, avait lieu le premier tournoi international de catégorie 18, le tournoi du nouvel an à Reggio d'Émilie. Viswanathan Anand remporta le tournoi devant neuf joueurs issus de l'ex-union soviétique,, ce qui en fit, selon Kasparov et Viswanathan Anand, « le dernier véritable championnat d'URSS ».
Un mois après, en février 1992, les joueurs de l'ex-Union soviétique occupèrent huit des dix premières places du tournoi de Linares (il y avait quatorze participants). La même année, deux des joueurs non soviétiques du tournoi, le néerlandais Jan Timman (2e à Linares) et l'Anglais Nigel Short (dernier à Linares), éliminèrent Youssoupov et Karpov en demi-finale des matchs des candidats, mettant fin à la domination des joueurs issus de l'union soviétique dans les tournois des candidats qui durait depuis vingt et un ans (victoire de Bobby Fischer en 1971).
Un an plus tard, en février 1993, à Linares, participaient onze joueurs issus de l'ancienne Union soviétique (dont Gata Kamsky) et trois « non soviétiques » (Short avait refusé de disputer ce « championnat de Russie »). Les « Soviétiques » occupèrent dix des onze premières places. Timman, termina seulement douzième sur quatorze joueurs du tournoi de Linares en 1993 et Ljubojevic finit dernier. Seul Anand réussit à s'insérer à la deuxième place, ex æquo avec Karpov et derrière Kasparov.
En novembre 1993, les deux premiers du tournoi de Linares, Karpov et Kasparov, après avoir battu les deux meilleurs joueurs occidentaux, Timman et Short, revendiquèrent simultanément le titre de champion du monde (sans compter Bobby Fischer), une situation inimaginable avant l'éclatement de l'URSS. Le monde des échecs était divisé avec deux champions du monde.
En juin 1992, Tal, malade, s'était éteint. Botvinnik et Polougaïevski moururent en 1995.

## Liens  externes
- (en) The Soviet Chess Championship 1920-1991, archive
- (en) zonaux soviétiques
- (en) RUSBASE